# Saint-Julien-du-Sault
Pour les articles homonymes, voir Saint-Julien et Sault.
Saint-Julien-du-Sault  est une commune française située dans le département de l'Yonne (basse vallée de l'Yonne), en région Bourgogne-Franche-Comté.
Ses habitants sont appelés les Saltusiens.

## Géographie

### Localisation
La commune se situe à 136 km de Paris, 88 de Troyes, 39 d'Auxerre, 26 de Sens, 11 de Joigny et 8 de Villeneuve-sur-Yonne.
Située autrefois en Champagne, la commune a été rattachée du fait de sa proximité avec la rivière Yonne, au département de l'Yonne (avec Sens et Joigny) par le législateur en 1790.

### Communes limitrophes

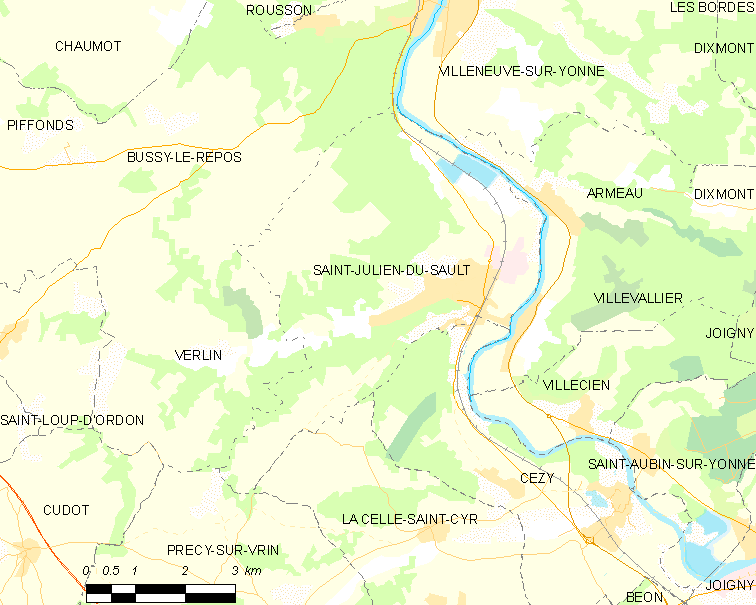
Carte de la commune de Saint-Julien-du-Sault et des proches communes.

### Géologie et relief

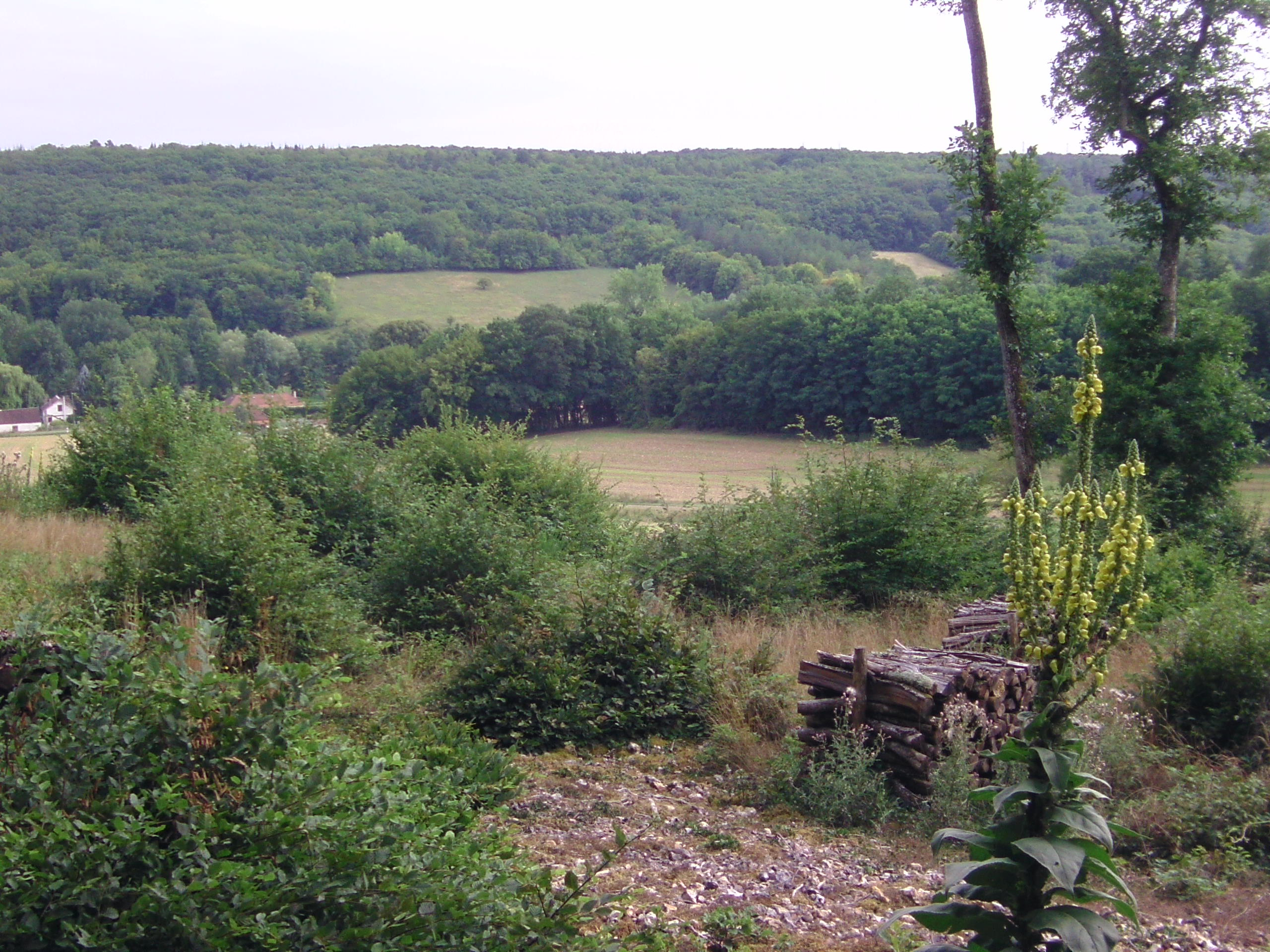
Agriculture à la Vallée Dieu.

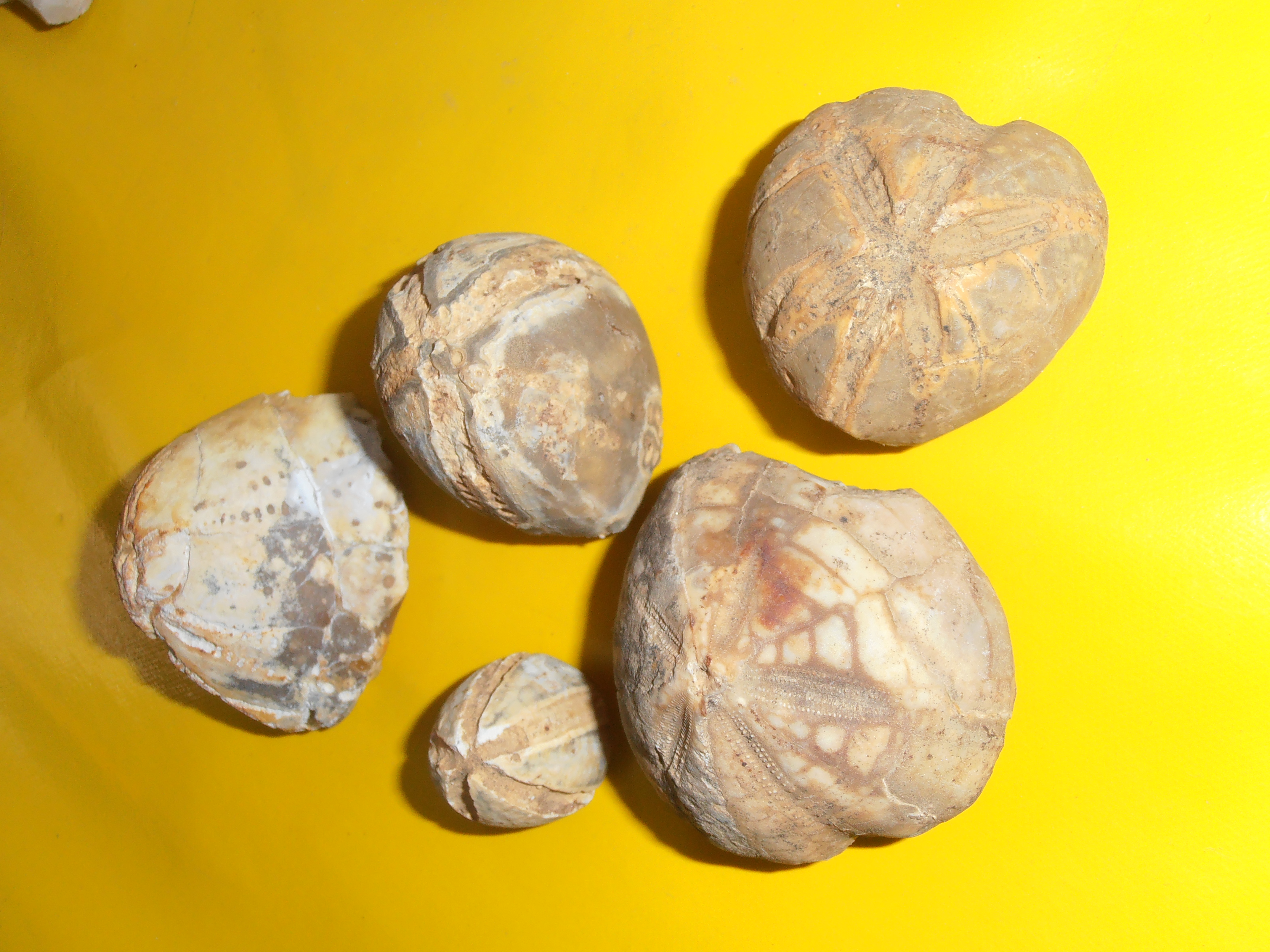
Fossiles Micrasters.

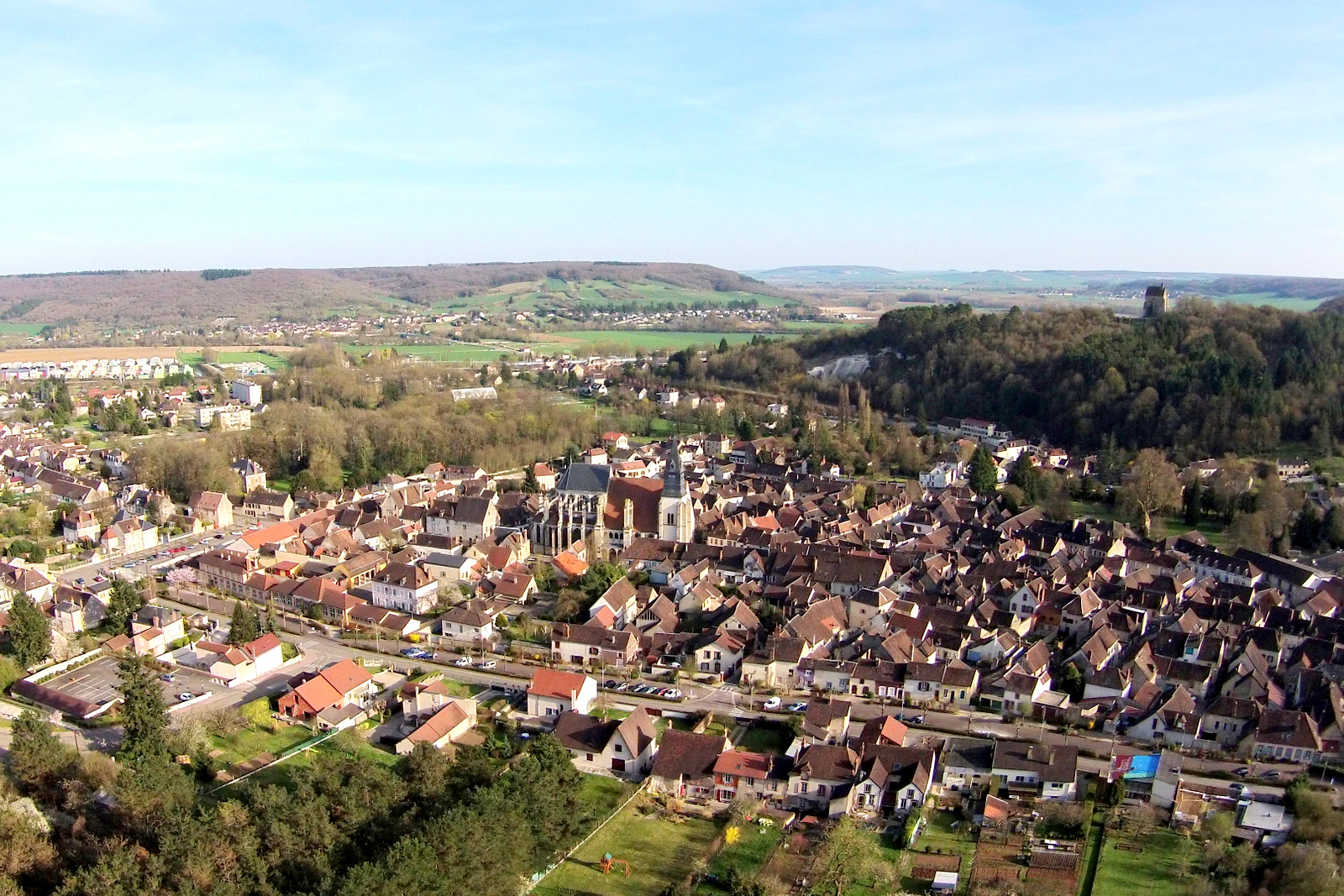
Vue générale.

La vallée montre une occupation des sols claire et étagée : la forêt occupe les hauteurs, la vigne les coteaux pentus, les cultures leur partie basse et à pente plus douce, le fond de vallée se partageant entre prairies, cultures et plantations arborées (vraisemblablement des peupleraies).
Dans les années 1850, cette organisation agricole et forestière a été bouleversée par le passage du phylloxera. En place des vignes cultivées depuis l'époque romaine et qui ont disparu, a pris place une mosaïque étroite où s’imbriquent cultures, prairies de pentes sèches et vergers. Les surfaces boisées ont peu évolué, même si la présence de friches dans les secteurs de pentes proches de leurs lisières suggère le début d’une déprise agricole.
Dans les années 2000, deux dynamiques d’évolution principales interviennent : la mise en place d’une agriculture intensive dans les parties basses de la vallée, sur un découpage parcellaire sensiblement agrandi pour être adapté à la mécanisation (surtout dans le fond de vallée) et l’abandon par l’agriculture des pentes plus raides, gagnées par les friches et la forêt.
À l'ère secondaire, il y a 235 millions d’années, à l'époque du Trias, la mer vient recouvrir l'ensemble de l'actuel département de l'Yonne. C'est la période d'apparition des mollusques et échinodermes.
Le promeneur pourra découvrir dans la campagne de Saint-Julien des oursins fossilisés aplatis en forme de cœur appelés micrasters du Sénonien.

### Hydrographie
Saint-Julien-du-Sault est traversée par un petit affluent de l'Yonne d'environ 14 km : le Ru d'Ocq, qui vient de Saint-Loup-d'Ordon et devient le ruisseau d'Ocques après Verlin, conflue en aval de Saint-Julien-du-Sault en face de Villevallier.

### Climat
Pour des articles plus généraux, voir Climat de la Bourgogne-Franche-Comté et Climat de l'Yonne.
En 2010, le climat de la commune est de type climat océanique dégradé des plaines du Centre et du Nord, selon une étude du Centre national de la recherche scientifique s'appuyant sur une série de données couvrant la période 1971-2000. En 2020, Météo-France publie une typologie des climats de la France métropolitaine dans laquelle la commune est exposée à un climat océanique altéré et est dans la région climatique  Nord-est du bassin Parisien, caractérisée par un ensoleillement médiocre, une pluviométrie moyenne régulièrement répartie au cours de l’année et un hiver froid (3 °C).
Pour la période 1971-2000, la température annuelle moyenne est de 11,3 °C, avec une amplitude thermique annuelle de 16,1 °C. Le cumul annuel moyen de précipitations est de 717 mm, avec 11,4 jours de précipitations en janvier et 7,4 jours en juillet. Pour la période 1991-2020, la température moyenne annuelle observée sur la station météorologique de Météo-France la plus proche, « Cudot_sapc », sur la commune de Cudot à 10 km à vol d'oiseau, est de 11,7 °C et le cumul annuel moyen de précipitations est de 765,6 mm. 
La température maximale relevée sur cette station est de 42 °C, atteinte le 25 juillet 2019 ; la température minimale est de −13 °C, atteinte le 20 décembre 2009,,.
Les paramètres climatiques de la commune ont été estimés pour le milieu du siècle (2041-2070) selon différents scénarios d'émission de gaz à effet de serre à partir des nouvelles projections climatiques de référence DRIAS-2020. Ils sont consultables sur un site dédié publié par Météo-France en novembre 2022.

### Voies de communication et transports

#### Voies routières
La commune se situe à proximité des autoroutes A5 (à environ 32 km au nord), A6 (au sud) et A19 (à l'ouest, le croisement de ces deux dernières autoroutes étant à environ 19 km par la route). Le village s'est développé à l'ouest de la N6 reliant Sens à Auxerre, à la fourche des départementales 149 (au nord) et 107 (au sud-ouest).

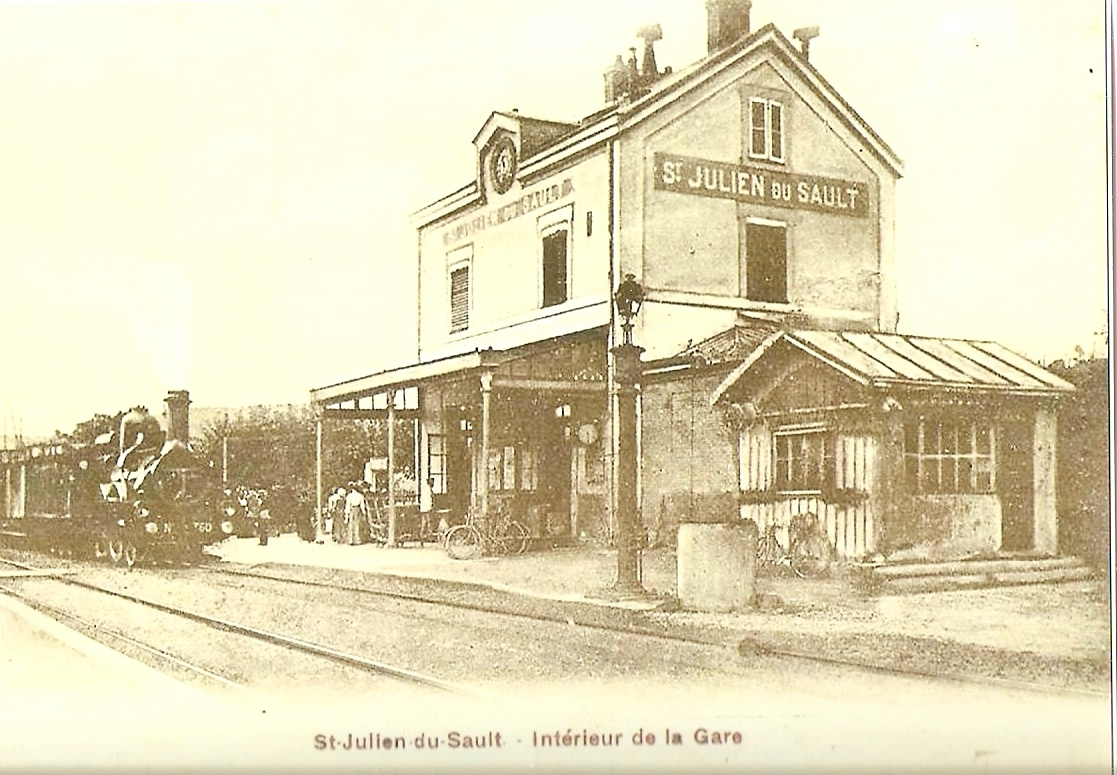
La gare.

#### Transports ferroviaires
La commune est desservie par la ligne de Paris-Lyon à Marseille-Saint-Charles. La gare de Saint-Julien-du-Sault, située au point kilométrique 134,637, a été mise en service en 1849 par l'État français. Elle permet de rejoindre les gares de Paris-Lyon et de Laroche - Migennes.

## Urbanisme

### Typologie
Au 1er janvier 2024, Saint-Julien-du-Sault est catégorisée bourg rural, selon la nouvelle grille communale de densité à sept niveaux définie par l'Insee en 2022.
Elle appartient à l'unité urbaine de Saint-Julien-du-Sault, une agglomération intra-départementale regroupant deux  communes, dont elle est ville-centre,,. Par ailleurs la commune fait partie de l'aire d'attraction de Saint-Julien-du-Sault, dont elle est la commune-centre,. Cette aire, qui regroupe 3 communes, est catégorisée dans les aires de moins de 50 000 habitants,.

### Occupation des sols
L'occupation des sols de la commune, telle qu'elle ressort de la base de données européenne d’occupation biophysique des sols Corine Land Cover (CLC), est marquée par l'importance des territoires agricoles (49,1 % en 2018), en diminution par rapport à 1990 (53,1 %). La répartition détaillée en 2018 est la suivante :
terres arables (39,8 %), forêts (36,7 %), zones urbanisées (6,6 %), zones agricoles hétérogènes (6 %), eaux continentales (4,9 %), prairies (3,3 %), zones industrielles ou commerciales et réseaux de communication (2,7 %). L'évolution de l’occupation des sols de la commune et de ses infrastructures peut être observée sur les différentes représentations cartographiques du territoire : la carte de Cassini (XVIIIe siècle), la carte d'état-major (1820-1866) et les cartes ou photos aériennes de l'IGN pour la période actuelle (1950 à aujourd'hui).

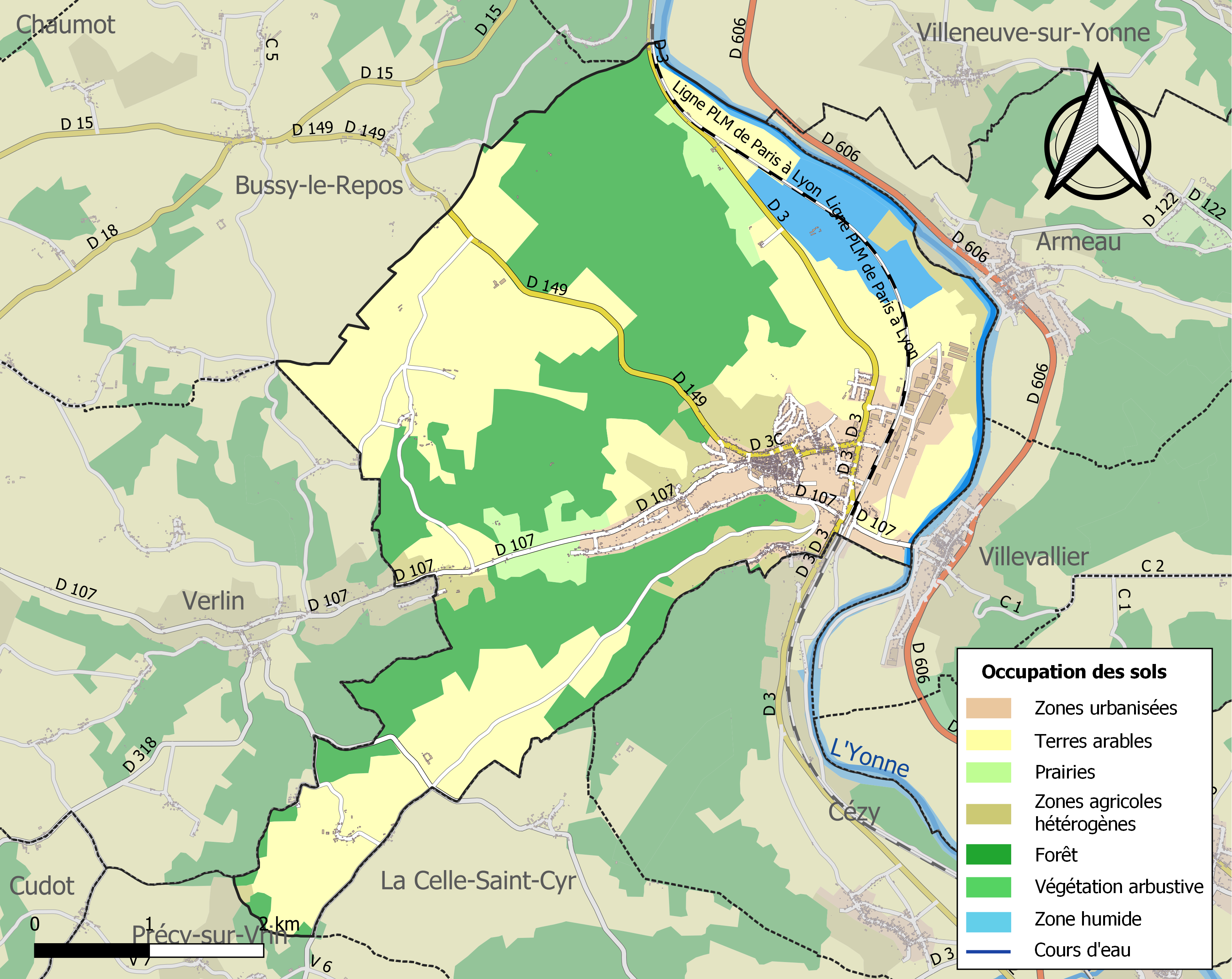
Carte des infrastructures et de l'occupation des sols de la commune en 2018 (CLC).

### Morphologie urbaine
Primitivement [Quand ?], un chemin reliait l'Yonne (et la voie romaine qui longeait sa rive gauche) au Gâtinais (par Verlin), en se tenant à l'écart du rû d'Ocques. Le Pont de Paleau [Où ?] signalait l'approche de cette voie. Des habitats s'égrainaient en chapelet sur plus d'un kilomètre et demi, avec du levant au couchant : la Croix de Villiers, la Fontaine aux Bouviers et le cimetière ; puis l'église Saint-Pierre (paroissiale), sa halle au midi et son marché au blé au couchant (les Bichets)[Où ?] ; et enfin le quartier Notre-Dame. La fortification du lieu [Laquelle ?], probablement peu après 1360, a amené des arbitrages. Les habitats les plus lointains ont été laissés sans défense. Les murailles ont pris pour centre l'église paroissiale. Par contre, il a été choisi d'appuyer au midi les fortifications sur le rû d'Ocques, qui présente une défense naturelle avec ses abords très humides. Pour cette raison, la Grande Rue s'est trouvée décentrée dans le nouvel ensemble, libérant l'espace à trois rues irriguant les pentes menant à l'eau : rue aux Pourceaux (halle, hôtel-Dieu), la rue du curé (presbytère) et la rue du Puis de la Caille (four banal).
Comme dans tout le Sénonais, l'habitat utilisait le colombage. La pierre était réservée aux logis d'exception, tel le "Pavillon" [Lequel ?].

### Logement
En 2009, le nombre total de logements dans la commune était de 1 351 dont 75,9 % étaient des résidences principales, 9,1 % des résidences secondaires et 15 % des logements vacants. La proportion d'habitants propriétaires de leur logement (en tant que résidence principale) était de 68,5 %.

## Toponymie

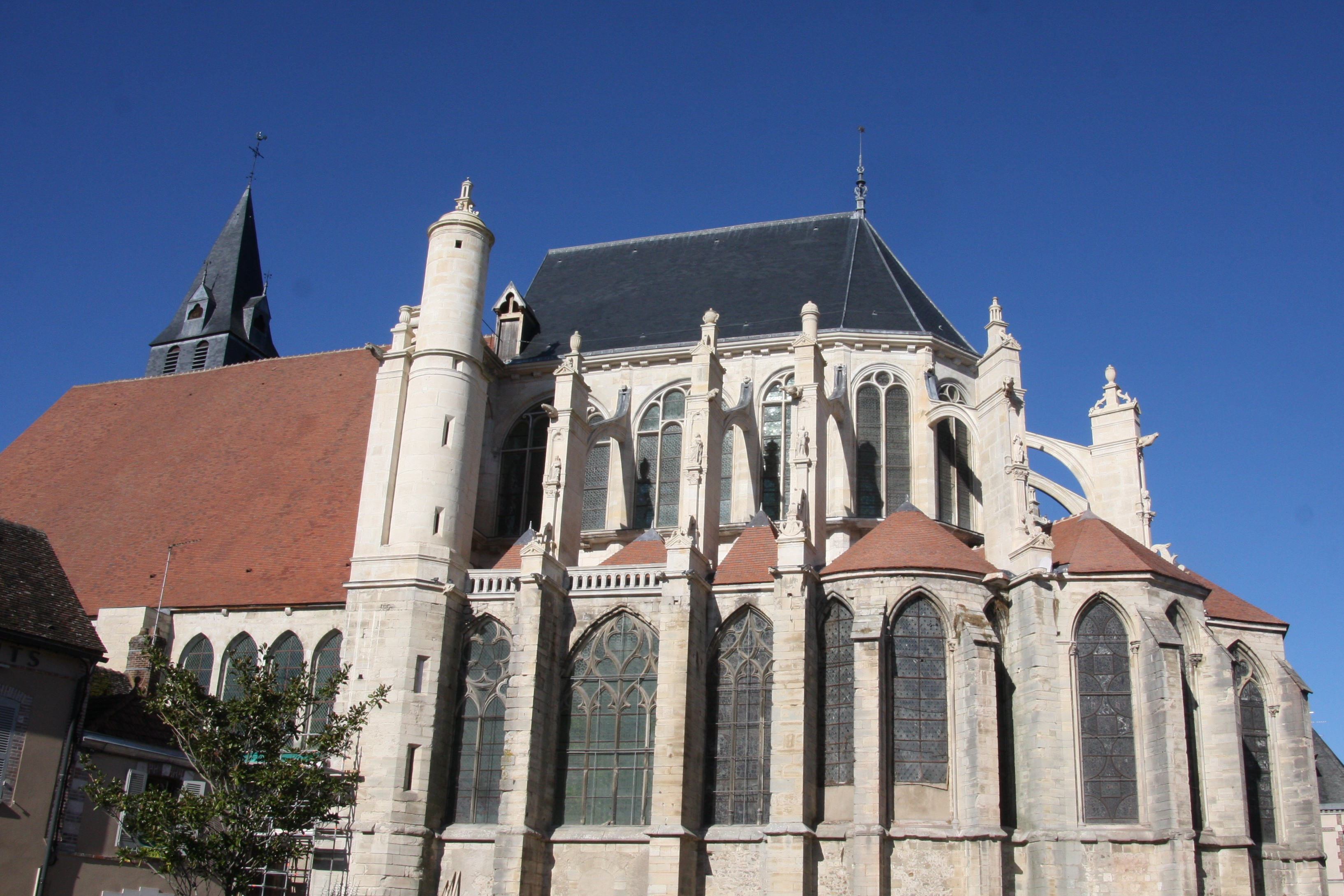
Vue de l'église Saint-Pierre de Saint-Julien-du-Sault,
Classée aux monuments historiques depuis 1840

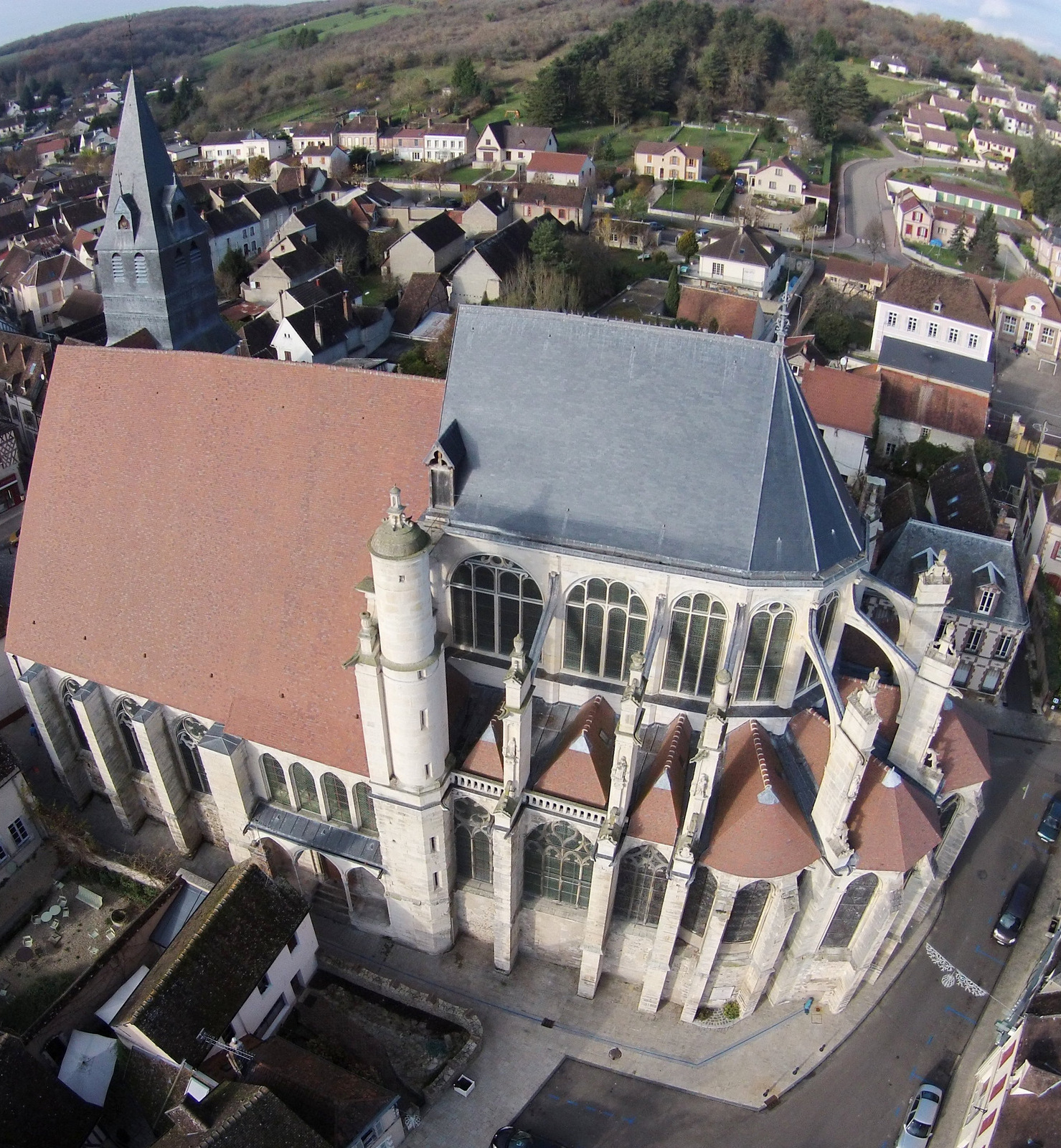
La collégiale Saint-Pierre, rénovée en trois tranches, entre 1995 et 2010.

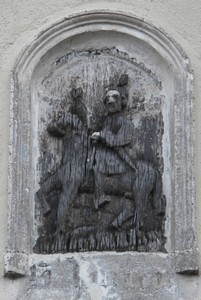
Saint Julien, porte de la Fontaine.

La version la plus courante de l'origine du nom de Saint-Julien-du-Sault est attribuée à saint Julien de Brioude, dont l'évêque Germain d'Auxerre est à l'origine de son culte, vers 380-448, un soldat romain converti au christianisme et martyr en 304 qui, pour échapper à ses poursuivants, saute (saltus, signifiant originellement « sault, bond, bondissement ») avec son cheval du haut de la colline qui surplombe Saint-Julien ; il touche terre et une source jaillit.
Une hypothèse attribue l'origine à Taranis cavalier dit anguipède, barbu et triomphant. Ce dieu gaulois aurait été assimilé lors de la conquête romaine à un lieu de culte dédié à Jupiter (dieu de la Triade capitoline) qui a souvent été christianisé sous le nom de saint Julien. En outre, afin de mieux coloniser la Gaule, un légionnaire romain pouvait se voir offrir un saltus.
Une autre hypothèse attribue au premier fort le nom de l'empereur Julien (tout comme pour l'empereur Florentin et le fort Saint-Florentin).
Le nom du saint-martyr de Brioude se confondant avec celui des lieux.
Il est à noter qu'un document de l'Abbaye de Vauluisant de 1130 fait état de "Santus Julianus", un autre document en 1156 "Sanctus Julianus de Salice" et en 1258, la charte de coutumes de Saint-Julien-du-Sault établie par Louis le Jeune (1259) fait état de Sanctus-Julianus-de-Salice : Salice étant le saule. Il s'agirait donc de « Saint-Julien-du-Saule ».

## Histoire

### De l'Âge du fer à la Gaule romaine

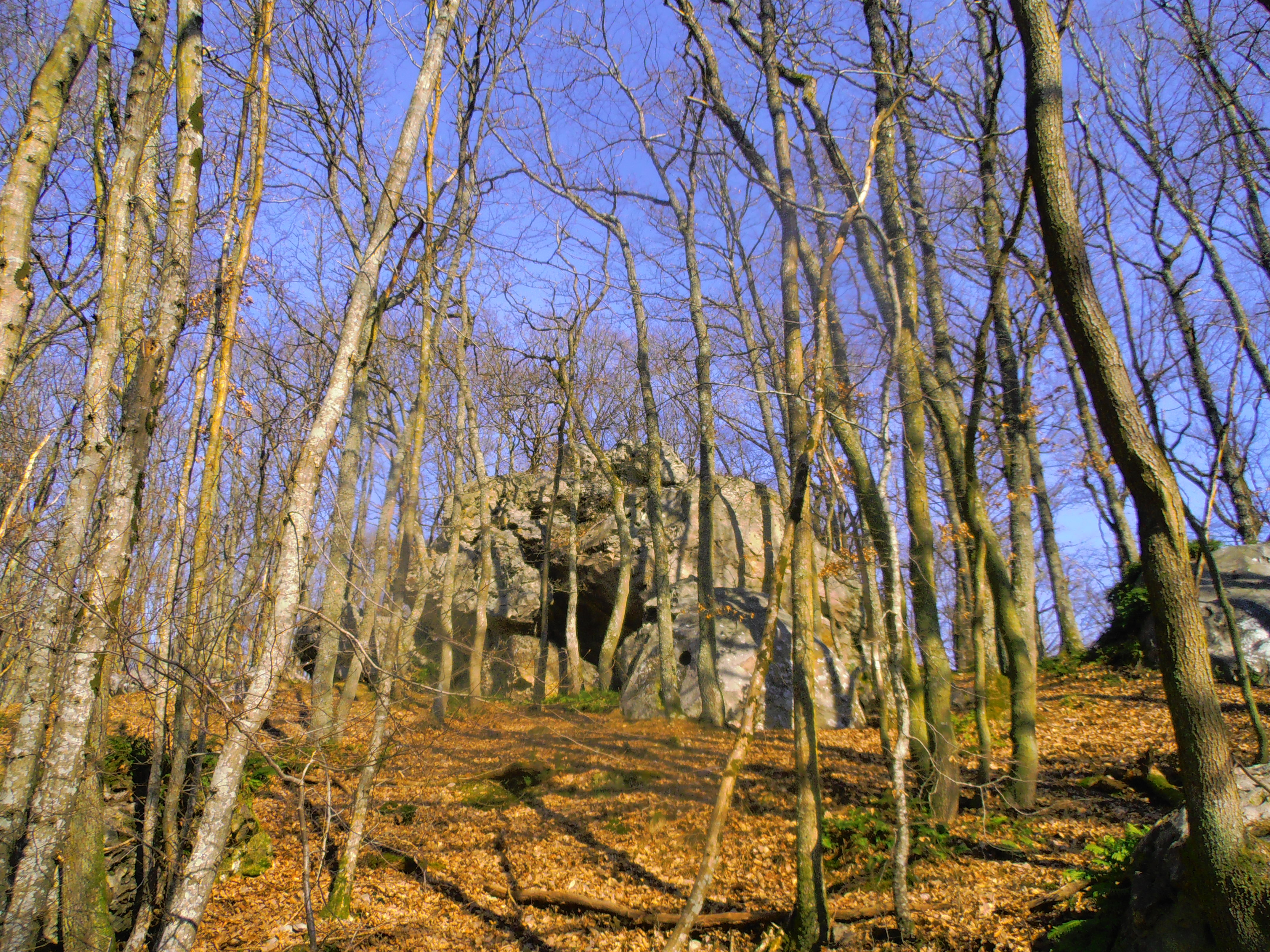
Grosse roche du Val Dampierre.

À l'Aurignacien alors que le grand froid sévit, des hommes venus du nord utilisent les abris sous roche comme la « Grosse Roche » en grès du Val Dampierre exposée au midi. Elle fut par la suite objet de superstitions.
Plusieurs découvertes archéologiques ainsi que la présence d'un menhir à proximité de Saint-Julien-du-Sault attestent d'une occupation durant la période de l'âge du fer et notamment au Mésolithique il y a 10 500 ans avec l'arrivée de populations danubiennes cultivant la terre et élevant des animaux ainsi que l'attestent les fouilles en 1997 au lieu-dit « les Boulins », d'une ferme composée de deux greniers et de fosses aménagées et d'un autre ensemble d’habitats plus important. Dans une fosse qui servait d'abord de silo puis de dépotoir on a trouvé 400 tessons de céramique dont une trentaine ont pu être rattachées à des pots de forme haute ou à des jattes.

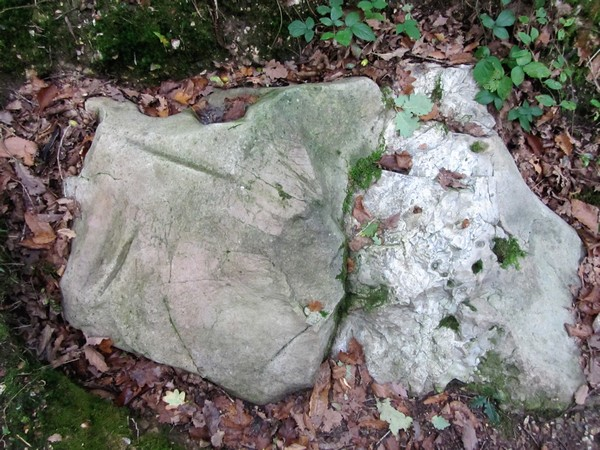
Saint-Julien-du-Sault (Yonne) Polissoir

Ont également été découverts dans le « célèbre » atelier des Sèves un polissoir, bloc rocheux d'environ 500 kilos, portant une profonde cuvette ovalaire qui a peut-être servi à polir la quarantaine de scies préhistoriques, formées d'un éclat de silex mises au jour à proximité. Les deux extrémités de cet instrument sont pourvues d'encoches destinées à les fixer solidement à un manche à l'aide duquel il devient plus facile de scier un os ou un morceau de bois. Une autre pièce de cet atelier semble être le plus ancien des hochets : un silex brut poli de forme triangulaire poli sur toutes ses faces, vide à l'intérieur et dont les trois trous communiquent.
L’analyse des restes de faune a mis en évidence une pratique de l’élevage de porcs et de moutons. Le site est abandonné à la fin du IIe siècle av. J.-C., époque à laquelle apparaissent les oppidums comme celui dont la présence est signalée à « Château », hameau rattaché aujourd'hui à la commune de Villeneuve-sur-Yonne ou l'éperon de Vauguillain qui, par sa position, était un site défensif à l’époque celtique. L'oppidum, s'il est un camp défensif, est aussi une nouvelle forme d’exploitation agricole. Il est également à signaler la découverte de l'atelier gallo-romain de poterie et vingt-cinq fours en 1930 à Bussy-le-Repos.
La voie romaine Agrippa entre Arles et Boulogne-sur-Mer longeait la rive gauche de l’Yonne, de Sens (Agedincum) à Autun (Augustodunum et antérieurement Bibracte, se superposant à l'ancienne voie gauloise d'Agendicum à Bribacte sur plusieurs tronçons ; puis elle passait par : Cézy, Thèmes, au pied de la colline de Vauguillain (face à la gare), dans la cour de la maladrerie pour, après le passage de la rivière aller en direction de Sens

### Saint-Julien-du-Sault au Moyen Âge

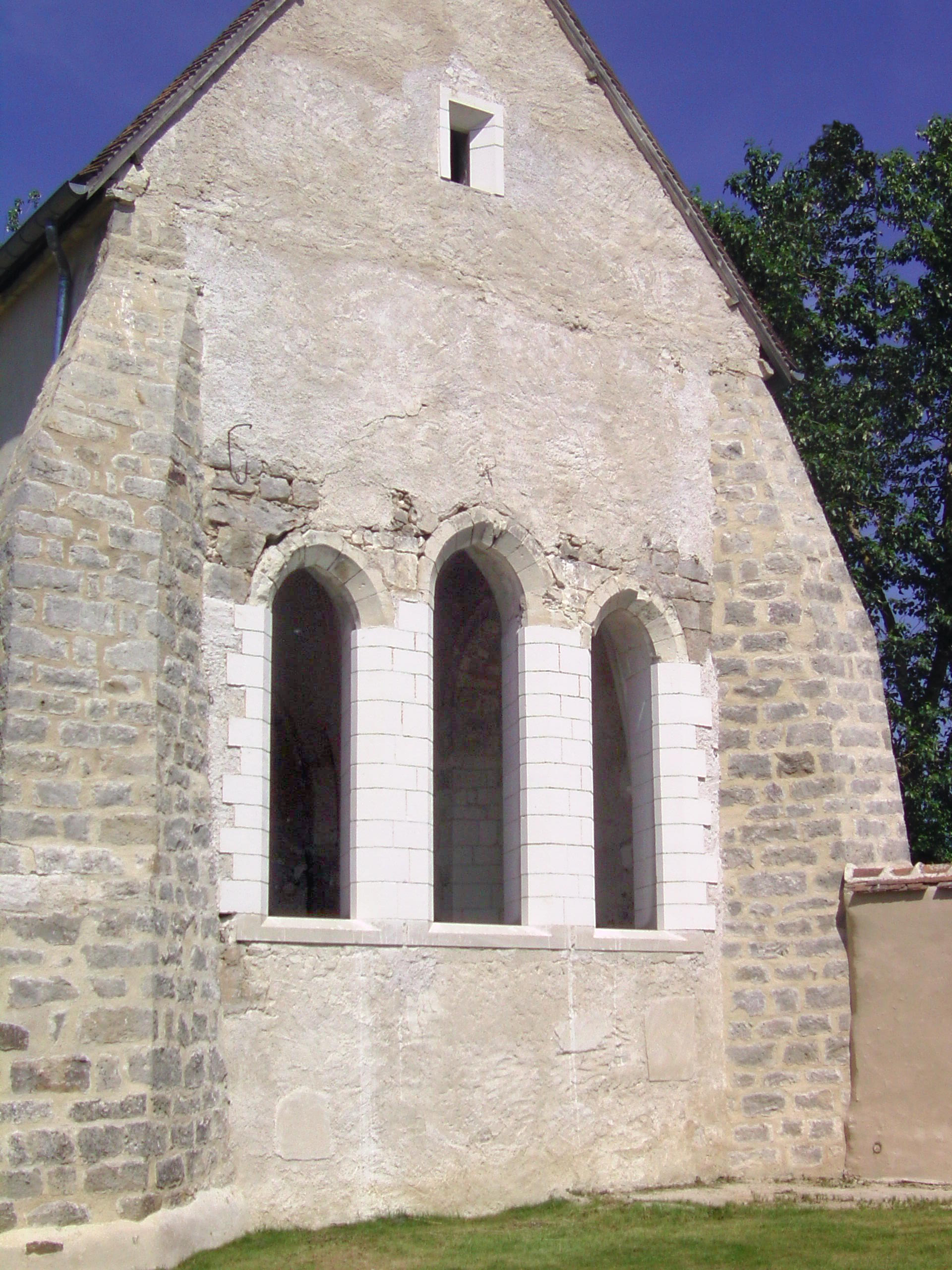
Chapelle Saint-Nicolas.

Pendant son règne (937-996) le comte de Sens Renard Ier dit le Vieux reçoit comme fief de Hugues le Grand la terre de Saint-Julien-du-Sault.
En 1055, le roi capétien Henri Ier, qui avait perdu le contrôle direct sur la Bourgogne (allée à son frère Robert), entre en possession du comté de Sens mais rattache la terre de Saint-Julien-du-Sault à la mense archiépiscopale de Sens.
Les évêques de Sens deviennent les seigneurs de la terre de Saint-Julien-du-Sault mais en contrepartie, le roi et la famille royale gardent un droit de gîte et de procuration à Saint-Julien aux frais de l'archevêché. Dès son couronnement en 1108, Louis VI, roi des Francs, usa de cette coutume. Du palais de l'archevêque où logeait la cour royale, il se rendait fréquemment au couvent des Echarlis près de Villefranche (Saint-Phal) afin de prendre les eaux d'une petite fontaine qui était encore dans les jardins de l'abbaye en 1842.
En l'an 1170, son fils, Louis VII, dit Louis le Jeune, accorda une faveur à la demande de l'archevêque de Sens Guillaume aux Blanches Mains (son beau-frère) : il remplaça le droit de gîte par le versement d’une somme de cent sols soit payée, pour lui et ses successeurs, au prévôt royal de Sens. La charte fut confirmée en 1183 par son fils Philippe-Auguste (qui fut le premier roi à porter le titre de "roi de France"). Cet acte coïncide avec la création de la ville royale de villa franca (Villeneuve-le-Roi).
Le premier témoignage documentaire sur l'existence de Saint-Julien-du-Sault ne date que de 1130, l'archevêque actant une charte depuis sa chambre ("camara"). Sa demeure subit, jusqu'au règne de Philippe Auguste, la lourde servitude du droit de gîte royal. Le Roi y renonce en 1193 moyennant une forte rente.
Beaucoup plus tard, Saint-Julien sera dit une des trois "baronnies de la Crosse", avec Nailly et Brienon-l'Archevêque. Effectivement, des fiefs sont dans la dépendance de Saint-Julien, notamment ceux des Ordons (1330) et celui de Cudot (famille de Saint-Phalle, 1294). À Bussy-le-Repos, les prétentions du sire de Courtenay sont contenues par un pariage (1174). Par ailleurs, le prélat avait fondé un chapitre à Villefolle, à l'entrée du pont de Villeneuve-le-Roi (aujourd'hui faubourg Saint-Laurent à Villeneuve-sur-Yonne), et un autre dans Saint-Julien même (1193), ce qui achève de dessiner le périmètre initial de cette "baronnie". Aucun document n'établit l'origine de cette propriété archiépiscopale. Toutefois, comme dans le cas de Nailly, il pourrait avoir été dans la main de l'archevêque dès avant la séparation de la mense épiscopale et de la mense canoniale de Saint-Étienne de Sens, à la suite du concile d'Aix (816), et de ce fait remonter aux temps mérovingiens, sinon au Bas Empire quand l'empereur a transféré les revenus des temples païens à l'Église (380).
Sur le plan économique, la ville dispose de halles et d'étals en 1257. L'urbanisation au Moyen Âge est du type village-rue, justifiant la présence de deux cimetières [Lesquels ?], l'église Saint-Pierre prenant place entre eux. À l'est, le faubourg de la Croix de Villiers, très peuplé, commande l'accès aux chemins de Villeneuve-le-Roi (-sur-Yonne) et du pont de Paleau ; celui de l'Ouest, dit de Notre-Dame, moins peuplé, mène aux villages de Verlin et de Bussy-le-Repos. S'embranchant sur la Grande Rue, trois rues descendent vers la rivière d'Ocques : la rue aux Pourceaux (mène à la halle), la rue au Curé (mène au presbytère), et la rue du Puis de la Caille (mène au four banal de Laistre).
L'existence d'écoles dans les faubourgs de Sens dont Saint-Julien est attestée dès 1170 par un décret de Guillaume aux Blanches Mains. Un document du chapitre de Sens de 1392 nous apprend que les maîtres de Saint-Julien dépendent du premier chantre du chapitre de Saint-Julien.
En 1184, les fonctions sacerdotales sont exercées par le chapitre de chanoines composé de neuf chanoines qui rapportaient à l'archevêque 200 livres chacun. Le chapitre a pu compter jusqu'à dix chanoines dont un chantre un trésorier et un sous-chantre. Parmi toutes les terres des Archevêques de Sens, la baronnie de Saint-Julien-du-Sault a toujours été un des revenus les plus importants : 2 369 livres en 1538, 4 500 livres en 1606, 4 400 livres en 1731, 8 135 livres en 1780.
Les intérêts de la ville sont confiés à deux échevins dont l'un remplit les fonctions de maire. La justice est rendue au nom de l'archevêque par un bailli avec un procureur et des sergents de ville.
En 1216, Pierre de Corbeil, archevêque de Sens, se fait représenter à Saint-Julien par un official forain.
Ce fut la période la plus florissante de Saint-Julien, celle ou 60 paroisses relevaient du Tribunal ecclésiastique situé dans le palais de l'officialité, où les affaires contentieuses étaient jugées à la cour de l'official et où les documents portaient le sceau de la cour de Saint-Julien : les insignes épiscopaux (la crosse et la mitre). Saint-Julien abritait plusieurs maisons de plaisance de l’archevêque.
L'importance de Saint-Julien diminua d'abord lorsque le bailliage de Villeneuve-le-Roi créa sa propre cour ecclésiastique. Elle fut encore plus réduite lorsque François Ier rendit l'Ordonnance de Villers-Cotterêts qui réforme la juridiction ecclésiastique.
En 1271, lors de l'administration de Saint-Julien-du-Sault par l'archevêque de Sens Pierre de Charny, les Saltusiens furent affranchis moyennant une somme d'argent (1 500 livres). C'est cet argent qui permit à l'archevêque de Sens d'acquérir notamment les terres de Sergines au chevalier Guillaume des Barres, vicomte de Sens.

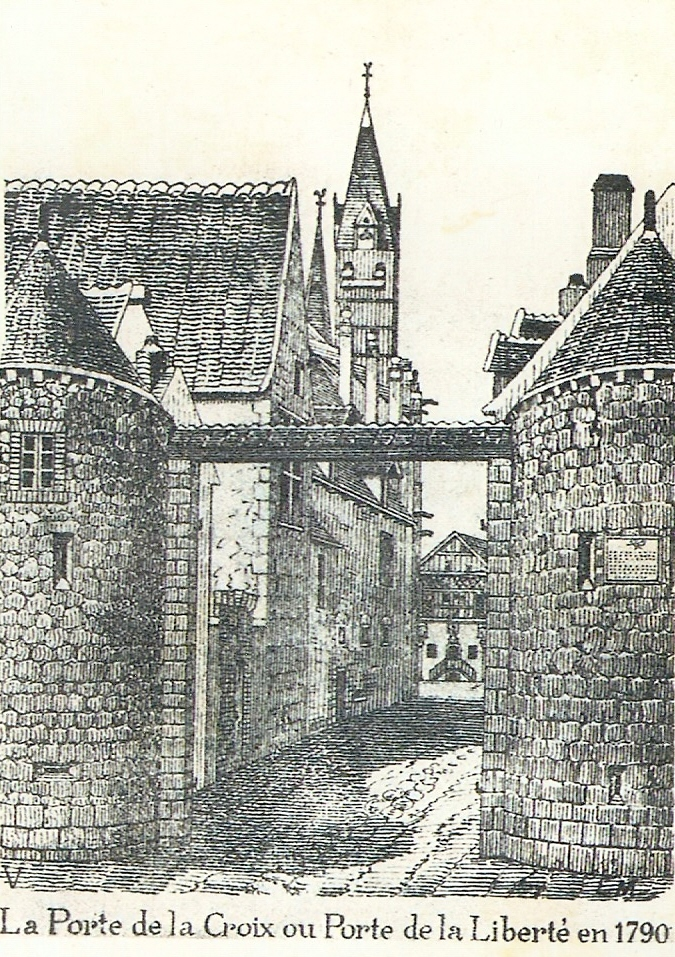
Fortifications : la porte de la Croix ou de la Liberté en 1790.

En 1272, Saint Louis confirma les privilèges accordés aux habitants en déclarant qu'il voulait les « gagner par amour et par respect plustost que de les assusjettir par la crainte »,. Pourtant en 1543, le Roi François Ier  le rétablit dans toutes les villes où il possédait un droit de gîte et où il n'avait pas l'intention d'aller en faisant payer une somme représentant les frais que son séjour aurait occasionné et proportionnelle à l'importance de la ville. C'est pourquoi les registres de la vicomté de Sens portent la mention « Payé au receveur du Roy, à Sens, pour le droit de gite dû au Roy à Saint-Julien-du-Sault, 6 livres, 5 sous ».
Pendant la guerre de Cent Ans, en 1395, les habitants de Saint-Julien pour échapper aux ennemis se réfugient dans le château et en 1407, une maison et la halle près de l'église ont été brûlées par les Anglais.
En 1457, les habitants qui souffrent de sous-alimentation doivent affronter la peste meurtrière. Lorsqu'on le jugeait encore possible, les malades étaient transportés à Villeneuve-le-Roi pour y être « par mesure d’hygiène » réunis à la maladrerie de Saint-Mars. Les victimes étaient conduites dans cet hospice, fondé en 1211 et délaissé en 1700, lequel est situé en aval côté gauche de l’Yonne : la maladrerie. Les bâtiments avec chapelle sont devenus une ferme exploitée au profit de l’hôpital de Saint-Julien-du-Sault.
Un pont en bois, emporté par les eaux en 1658, avait été construit en aval, face à la maladrerie, prenant appui sur une ancienne petite île disparue vers 1970. En 1238, le port a été vendu par Lambert de Soucy, chanoine de la Basilique Saint-Savinien de Sens à Henri Lorte de Saint-Julien-du-Sault. Les piles du pont ont été arrachées par Monsieur Bonneville de Champvallon car en période d'eaux basses, elles étaient un danger pour les bateaux chargés (cf. ).
En 1492, la fortification de Saint-Julien par l'archevêque de Sens « Salagor » (Tristan de Salazar) avait pour but de protéger la ville et de surveiller la vallée de l'Yonne.
La ville comptait plusieurs tours et trois portes fortifiées : la porte de la Croix ; la porte du Midi ou de la Fontaine (où se trouvaient la mairie dite « Chambre de la ville », la justice et la première prison) ; et la porte Notre-Dame qui comportait également deux tours dont une servait de prison. La porte du Nord a été percée en 1790. Une partie des fossés a été comblée en 1792, puis vendue pour construire des maisons et l'autre partie a servi à faire les promenades.

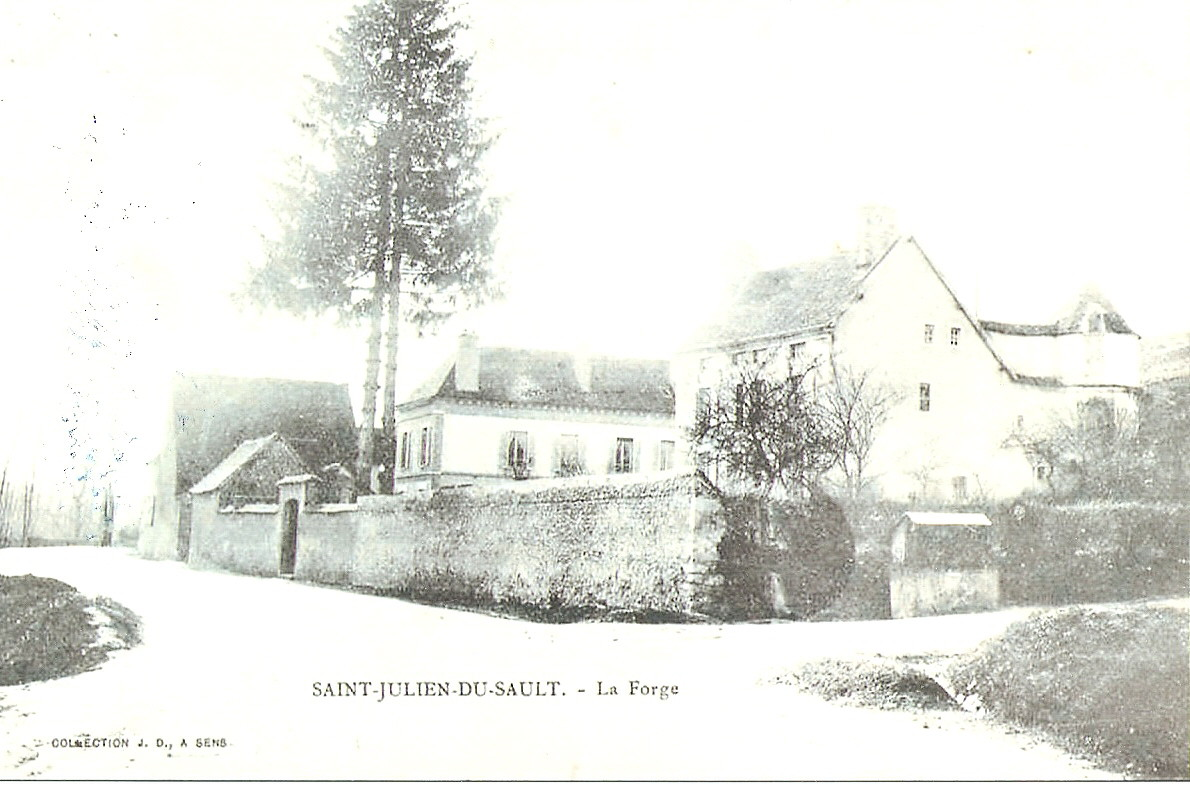
Les forges.

En 1493, Tristan de Salazar, afin d'exploiter le minerai de fer que l'on trouvait dans les bois, ainsi que dans la seigneurie de Précy, fit construire des forges près du rue d'Oc, une au lieu-dit Machefer se composait en 1515 de maisons, prés, dépendances et quatorze chevaux. Le ferrier est encore visible en 1858  et l'autre au lieu-dit le hameau de Galfer.
Le 5 septembre 1493, l’archevêque qui possédait plusieurs maisons de plaisance à Saint-Julien « soupe avec plusieurs personnes de la maison du Roi » à Saint-Julien avant de partir avec 70 chevaux remplir une mission d'ambassade en Allemagne « pour le Roy et le bien du Royaume ».
En 1497, Tristan de Salazar fait refaire le gibet à fourches patibulaires (au lieu-dit Les Monteaux) près du port d'Armeau où un pont de bois franchissait l’Yonne (au lieu-dit Le Ponton) pour aller à Saint-Julien-du-Sault.
En 1501, sous Louis XII, se tenait une foire le jour des Saints-Savinien et Potentien, les deux premiers archevêques de Sens.
Le marché se tenait les mardis et vendredis. En 1521, François Ier par lettre patente autorisa une foire le 30 janvier et une le 25 août.
Le censier de 1521-1522, même incomplet et arrêté au milieu des prénommés "Jean", livre l'identité de 160 déclarants (le nombre total devait être d'environ 300), dont 11 veuves et 7 enfants. Parmi les professionnels mentionnés, on dénombre alors : 23 vignerons, 28 laboureurs, 1 manœuvre, 2 tonneliers, 3 maréchaux, 1 serrurier, 1 menuisier, 2 charpentiers, 1 couvreur, 3 maçons, 1 marchand tanneur, 1 cordonnier, cardeur, 4 tissiers en drap, 4 tisserands, 2 foulons en draps, 3 marchands, 2 marchands hôteliers, 3 bouchers, 3 barbiers. La justice, très modeste comprend 3 praticiens et fait vivre 1 parcheminier. L'Église fournit 14 prêtres, 1 clerc et au moins deux chanoines. L'optimum démographique ayant été dépassé, comme dans tout le Sénonais, les jeunes quittent la ville et tentent leur chance à Joigny (9 occurrences), Villeneuve-le-Roi (9), Sens (5), Courtenay (2) et Château-Renard (1).
En 1521-1522, Saint-Julien dispose de trois ports (Petit-Port [Où ?], Port aux Grès, port d'Armeau) mais n'accueille aucun professionnel de la batellerie. La ville se tient à l'écart de la voie romaine de Sens à Auxerre qui de toute manière a perdu son intérêt depuis la montée en puissance du grand chemin de la rive droite de l'Yonne dès le début du XIIIe siècle.

### Hospitaliers

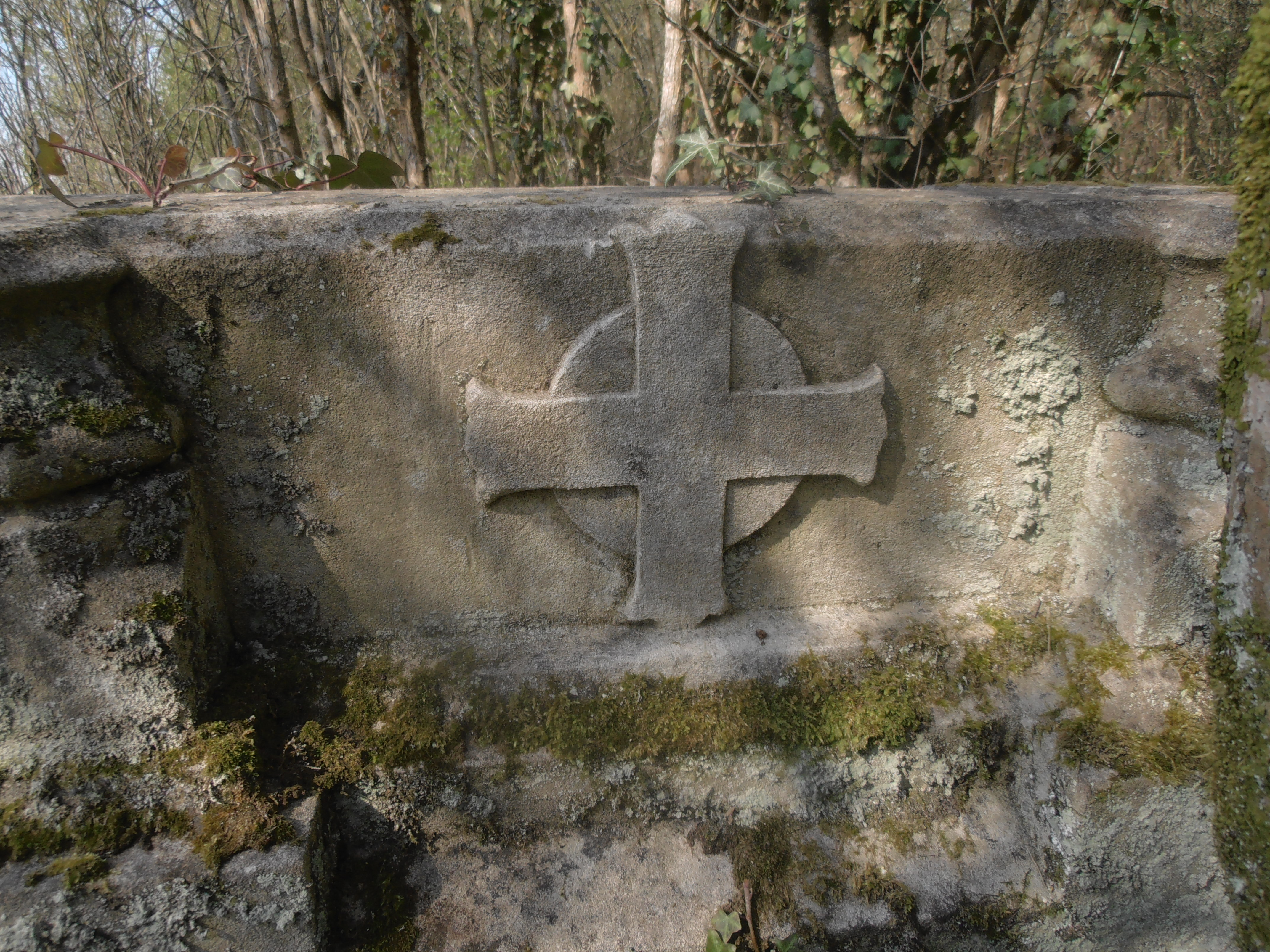
Croix de Saint-Jean de Jérusalem

Vers le milieu du XVe siècle, la prospérité de la France et la diffusion du livre par l'imprimerie ont permis à l'éducation de se développer et c'est vers 1559 que le collège de l’Hôtel-Dieu fondé par l'ordre de Saint-Jean de Jérusalem a remplacé les écoles du Moyen Âge. Le premier recteur connu est Mathieu Censier.

### De la Renaissance à la chute de l’Ancien Régime
Les guerres de religion entre catholiques et protestants se manifestèrent pendant une trentaine d’années, avec plusieurs sièges de 1569 à 1594, à Saint-Julien, Villeneuve et Dixmont, ce qui provoqua la débâcle dans la région, pillage, ruine, peste…
Les protestants français, avec le noyonnais Jean Calvin comme guide spirituel, se distinguaient de leurs compatriotes par leur vie sobre inspirée de l'Evangile. Comme ils s'assemblaient souvent la nuit pour être à l'abri des persécutions, "on les accusa de toutes sortes de vices. Il semble prouvé que c'est dans la région de Tours qu'on leur donna alors un surnom, qui passa ensuite dans toute la France. On parlait là d'un "roi Hugon" comme d'un esprit mauvais, errant la nuit, et les réformés furent appelés "les huguenots" (les petits loups-garous)." Mais il paraît aujourd'hui aux historiens que l'étymologie du mot "huguenot" (voir à cet article) est plutôt liée à l'exil forcé des protestants français en Suisse.
Le 15 juillet 1590, des cavaliers de Saint-Julien fidèles au roi Henri IV tendent une embuscade à la garnison de Villeneuve-le-Roi et tuent quinze hommes. Dans la même année ces cavaliers tentent de prendre par surprise la ville d'Auxerre, qui s'était ralliée à la Ligue catholique (France), et de s'en emparer. Mais Ils ne parviennent pas à en passer les portes, certains furent capturés, mis en prison et firent l'objet d'une rançon.

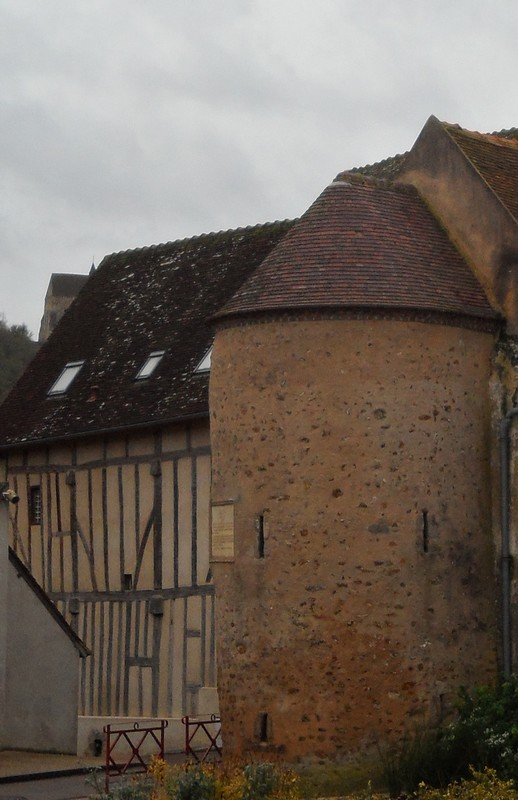
Tour de la porte de la Croix, (fortifications)

En 1592, le capitaine de Vaufourrant qui gardait Saint-Julien avec vingt-quatre arquebusiers à cheval, avait réussi à repousser les ligueurs de Sens, Auxerre, Villeneuve-le-Roi, etc. Puis, René de Viau, seigneur de Champlivaut, chevalier de l'ordre du Saint-Esprit (1595) (cf. St-Simon : Mémoires ; éd. Arthur de Boislisle, Hachette, 1911 ; t. XXIII, p. 9), qui avait reçu d'Henri IV le commandement d'une partie de la Champagne et du Gâtinais, et le gouvernement de l'Auxerrois, fit de Saint-Julien-du-Sault le siège de son gouvernement. Les sentences judiciaires se terminaient par la formule "Rendue sous la protection du canon de la forteresse de Saint-Julien-du-Sault". Le 27 janvier 1594, les troupes du sieur de Champlivaut, avec l'aide du baron de Tannerre et la garnison protestante de Dixmont, assaillirent Villeneuve-le-Roi dont les habitants se rendirent. La ville fut surnommée « Villeneuve-l'Endormie ».
Depuis la prise de Saint-Julien-du-Sault par les troupes d'Henri IV en 1589, les protestants saltusiens se livraient une certaine entente avec les catholiques. Le cimetière huguenot près des murs du château et le cimetière calviniste qui était près du moulin de la ville (aujourd'hui disparus) en étaient les témoins. À Saint Julien, à côté de la maison du chapitre s'est élevé jusqu'au début du XVIIIe siècle le temple protestant, jusqu'à sa transformation en salle de bal.
L'archiviste du département de l’Yonne, Maximilien Quantin, établit dans une étude statistique de l'annuaire de l’Yonne de 1836, qu'au (début ?) du XVIIe siècle près de la moitié des habitants de Saint-Julien savaient lire et écrire.
Juste avant la Révolution, la vie paraît paisible à Saint-Julien où on semble jouir de liberté, puisque La communauté administre librement ses revenus. Les habitants (1 400 en 1737) sont convoqués au son de la cloche dans l'église par le conseil de la fabrique pour traiter de toutes les affaires de la communauté : comptes de la communauté, de la Maison-Dieu, propriété des bancs d'église, propriété des murs de ville, écoles, élection des collecteurs et discussion de leurs rôles. Saint-Julien ressemble alors à « une petite République dont l'église est le forum ».

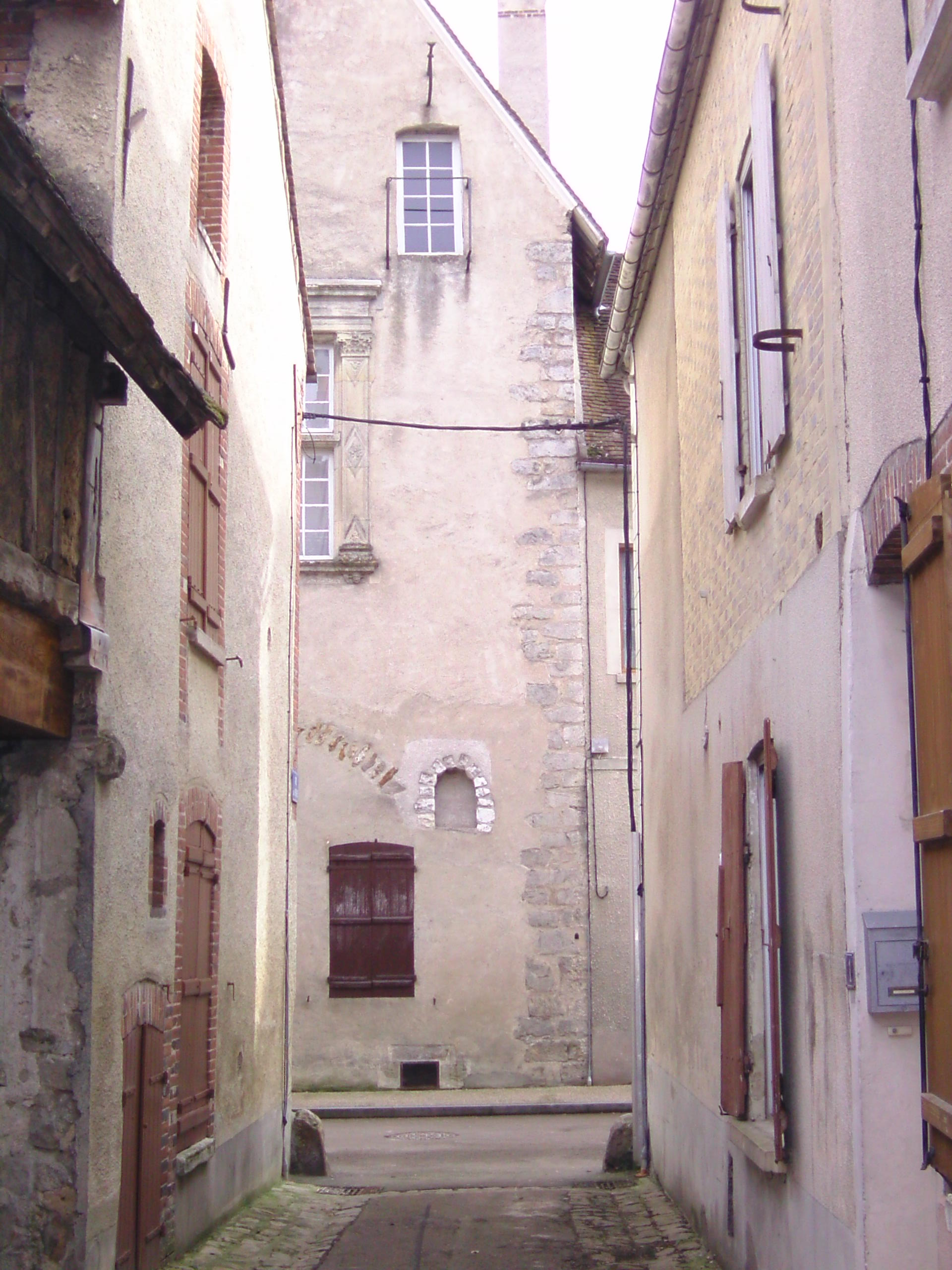
Maison du gouverneur Paul de Fonfrède

Dans les familles, on se rassemble, on paie ses « trente sous au bureau des « aydes » », on égorge le porc à la Saint-Martin. À Noël, on boit le vin nouveau, le 13 février, on mange la tourte ou la traditionnelle tarte au fromage, on fête la Saint-Nicolas, patron des tonneliers, la Sainte-Barbe, patronne des tisserands, la Saint-Eloi, Saint-Antoine mais surtout on chôme à la Saint-Vincent, le saint des saints. On tente d'oublier dans ces joies les amertumes de la vie.
En octobre 1652, pendant la Fronde, une troupe d'Irlandais au service du roi était venue passer ses quartiers d'hiver à Saint-Julien lors d'une amnistie. Mais l’archevêque de Sens Mgr de Gondrin n'en voulait pas, alors il leva une milice composée de huit cents hommes dont beaucoup, qu'on appelait les « beurriers », habitaient les forêts. L’archevêque à leur tête, ils chassent les soldats de Saint-Julien et les jettent à la rivière, il n'y eut aucun survivant. Des protecteurs de l'archevêque firent croire au jeune roi Louis XIV que l'action était justifiée et le carnage demeura impuni.
À Saint-Julien, en 1746, il y avait une garnison détachée du régiment de dragons stationné à Joigny qui logeait dans les bâtiments qu'on a appelés les casernes et qui ont servi par la suite d'école primaire. Jusqu'en 1760, aux dragons ont succédé les cuirassiers, puis le Royal Piémont et les carabiniers royaux.
En 1753, les rues n'étant pas pavées, les jours de pluie les boues infectieuses provoquaient des épidémies de fièvre typhoïde qui ont fait des ravages parmi les habitants.
L'hiver rigoureux de 1766 est suivi par dix années de disette.
En 1774, le chapitre fondé en 1184 est supprimé par lettre patente du roi et remplacé par un curé, deux vicaires et un chapelain qui desservait la chapelle du château.
Juste avant la Révolution, Saint-Julien avait un gouverneur, Monsieur de Fonfrède, qui possédait un fief près de Saint-Julien, et une maison près du chapitre où les clefs de la ville étaient déposées chaque soir et où il donnait les réceptions officielles de rigueur. C'est encore l'époque où l'on évoque des histoires de chevaliers du château ou de damoiselle enlevées par un chevalier.

### Saint-Julien-du-Saultà la Révolution

#### Des États généraux à la fin de la monarchie
En 1789, la ville comptait 494 feux dont 18 commerçants, 98 laboureurs, 101 artisans, 307 journaliers. Le recensement de la population du 18 octobre 1791 fait état de 1 280 habitants dans le Bourg et 730 dans les hameaux (142 Faubourg de la Croix, 95 à Vauguillain, 71 à la Fontaine, 60 à la Forge, 54 au Moulin à Tan, 38 aux Tuileries. Parmi les « citoyens » qui payent le droit de patente on compte 13 tisserands, 9 sabotiers, 7 cardeurs, 6 cabaretiers, 6 boulangers, 5 maquignons, 5 cordonniers, etc.
À la suite de la Grande Peur, le 26 juillet 1789 on consacre une messe à la levée d'une milice bourgeoise pour la garde de la ville, qui deviendra une garde nationale. Les officiers municipaux demandent un corps de garde pour la ville. Un appentis est construit, à l'extérieur du clocher à côté de la porte principale, aux frais de la fabrique autorisée à le louer lorsqu'il ne sera pas occupé par la garde nationale.
Le curé prête serment à la constitution civile du clergé. En 1792, les habitants de Saint-Julien forment la 6e compagnie de volontaires des bataillons de l'Yonne pour aller combattre les armées alliées autrichiennes et prussiennes qui arrivent le long des frontières. Leur capitaine Louis Jean-Baptiste Cornebize devint par la suite baron d'Empire, maréchal de camp et commandeur de la Légion d’honneur. C'est surtout à partir de 1793 que la municipalité et le clergé plièrent sous la Terreur.

#### Convention et Directoire: guerres et fêtes révolutionnaires
Il ne semble pas avoir été « relevé de tache de sang » à Saint-Julien ; il apparaît toutefois que la ville, selon les procès-verbaux des archives municipales, vivait au rythme des événements de la capitale. C'est ainsi que le 26 juillet 1789, on lève une milice bourgeoise pour la Garde nationale de la ville, et que les officiers municipaux obtiennent la construction d'un corps de garde et de sûreté de la ville entre deux contreforts du clocher.
Pendant la Révolution, une grande partie des citoyens a été occupée à la récolte du salpêtre nécessaire à la confection de poudre à canon. On installe dans une partie de l'église des cuves et des chaudières pour préparer les eaux de salpêtre qui étaient ensuite transportées à l'église Saint-Nicolas (en face de Villeneuve), transformée en atelier.
L'inscription « Société populaire » (encore visible en 2016 sur le portail latéral sud) a été inscrite à la Révolution au tympan des portes latérales de l’église. La société dite aussi des « Amis de la liberté et de l'égalité » se réunissait également dans le « Temple de la Raison ». En l'An II les membres de cette société passent l'épreuve de l'épurement et s'il est constaté qu'ils ont fait preuve d'un parfait patriotisme à la cause de la liberté et de l'égalité, ils reçoivent un certificat.

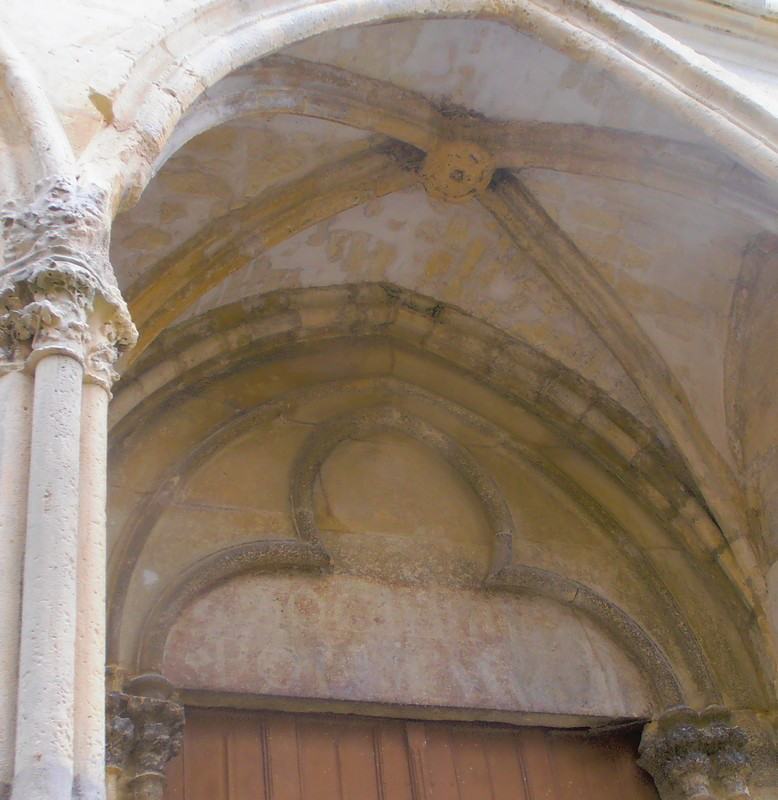
L'église Saint-Pierre, côté rénové sud de l'abside

Le culte catholique cessa en mars 1794, l'église est alors dévastée, on y enlève les bancs, on en décarrèle une partie, on mutile les vitraux. Elle sert de lieu de réunion et on y pratique les cérémonies civiles. On inscrivit au-dessus du cintre de la grande porte « temple de la raison » pour pouvoir y installer le culte des philanthropes.
La convocation au son de la cloche civique signifiait que l'on était prié de participer à un cérémonial identique : défilé, discours, chants révolutionnaires. C'est ainsi qu'on s'est réuni place de la Liberté pour : la fête de la fondation de la République (22 septembre 1797), la bénédiction de la pierre de la Bastille (1790), la plantation de l'arbre de la liberté (9 janvier 1794), la fête des Époux (à plusieurs reprises du 30 décembre 1798 au 19 février 1799).
Malgré ces événements, le curé (jureur) peut reprendre l'exercice du culte catholique après la chute de Robespierre le 9 Thermidor an II (27 juillet 1794), mais l'église quant à elle sur pétition des habitants de Saint-Julien n'est rendue au culte que le 22 mai 1800, jour de l'Ascension. La commune se réserve une partie de la nef pour y célébrer les décades et fêtes civiques.
En 1801, sous le Consulat, ces fêtes ont donné lieu à des débordements similaires au charivari traditionnel, puisque le maire dut prendre un arrêté de police concernant les citoyens qui se réunissent devant les domiciles des veuves et veufs qui souhaitent se remarier pour faire des bruits de chaudron, les injurier, etc. Un autre arrêté n'autorise le port du masque que sous certaines conditions : pas de bâton, d'arme ou d'épée, interdiction d'insulter ou d'attaquer d'autres personnes, de s'introduire dans les maisons, etc.

### Époque contemporaine
Le 2 décembre 1804 (11 frimaire An XIII), jour du Sacre de Napoléon Ier, à la sortie de la messe on crie « Vive l'Empereur » et le soir on assiste au feu d'artifice et on danse.
Le 1er février 1814 lors de la Campagne de France (1814) les cosaques viennent à Saint-Julien réquisitionner pain, vin, avoine, fourrage, bestiaux et fer destinés aux troupes qui occupaient Villeneuve-sur-Yonne et Joigny puis un détachement de l'artillerie prussienne occupa Saint-Julien pendant trois semaines et une compagnie de Wurtemburgeois pendant un mois.
Lorsqu’en en 1830, Louis-Philippe se fait proclamer « roi des Français », une délégation de Saint-Julien-du-Sault vient faire une déclaration au roi : « Nous nous réjouissons de la glorieuse révolution qui a fondé le trône de votre Majesté en sauvant notre pays. Désormais appuyé sur les véritables intérêts nationaux, il devient inébranlable. Simples habitants des campagnes, nous avons pensé que l'expression de nos sentiments aurait autant de prix pour Votre Majesté que celle des cités. L'attachement et les vœux de tous les Français pour la prospérité de votre Majesté et de sa famille sont les mêmes : cette prospérité ne fait plus qu'une avec celle de la patrie. » Le roi répondit : « Ce n'est qu'en s'appuyant sur les intérêts nationaux et les libertés publiques que le trône peut être solide. Il n'est solide que quand la nation y voit le boulevard de sa liberté, de sa sûreté et de son bonheur. Mon devoir sera toujours de les protéger, de les faire prospérer, et, en maintenant nos institutions, d'assurer la tranquillité de tous et le libre exercice des droits de chacun. C'est ce que la nation a le droit d'attendre du gouvernement, et ce que je m’efforcerai de procurer à tous. »
Sous l'occupation autrichienne de 1814, un magasin militaire est créé dans la ville. En 1815, un hôpital militaire bavarois, annexe de celui de Joigny, reçoit quelques malades.

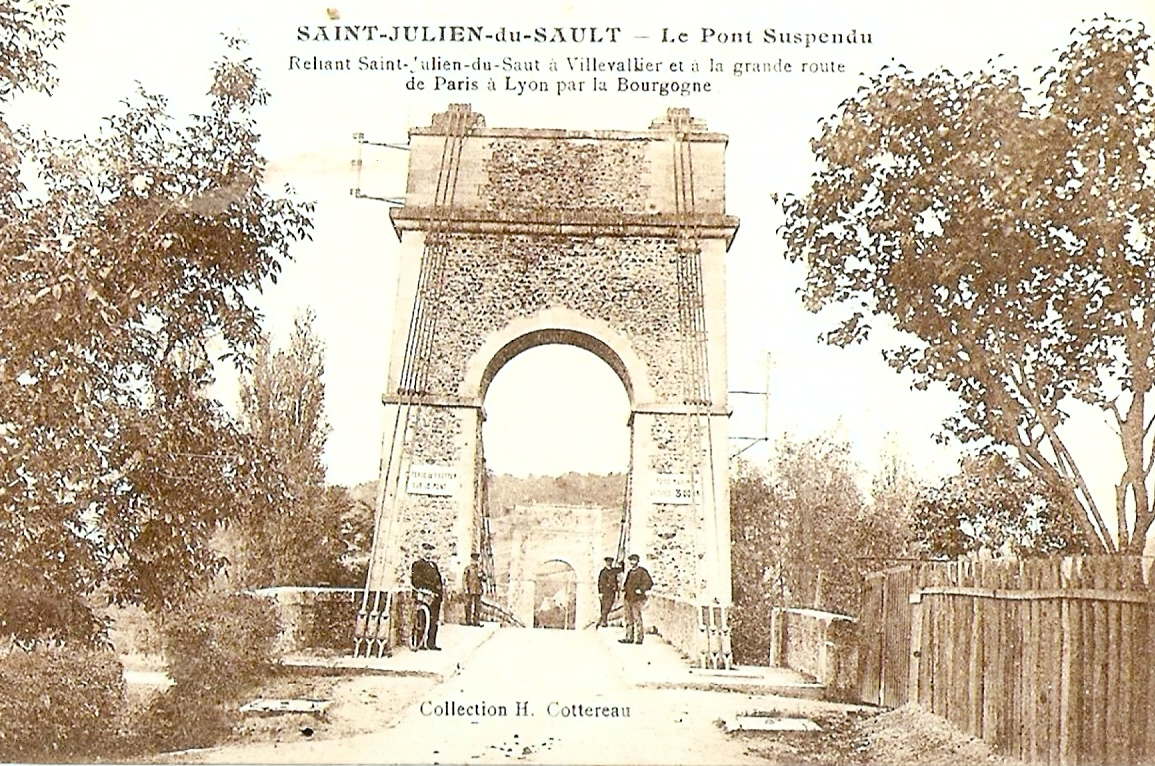
Entrée du pont du côté de Saint-Julien

Longtemps la rivière a été franchie par un gué seulement praticable en saison sèche, puis un bateau remplacé par un bac dans les années 1820. Afin notamment de favoriser les activités agricole entre les villes de la rive gauche et celles de la rive droite et le passage des journaliers et pour éviter d'aller passer le pont de Villeneuve-sur-Yonne et le pont de Joigny, on construisit un pont à péage en 1833. Ce pont suspendu construit par décret de Louis-Philippe du 24 juillet 1832 d'une longueur de 90 m est une œuvre de la Compagnie Seguin (Marc Seguin) qui a financé la construction du pont dont elle était propriétaire pour une concession de 99 ans et dont elle assurait le péage. Toutefois le péage s'est arrêté puisque la loi du 30 juillet 1880 obligeait les communes de racheter les concessions, pour rendre libre et gratuit l'accès au pont.

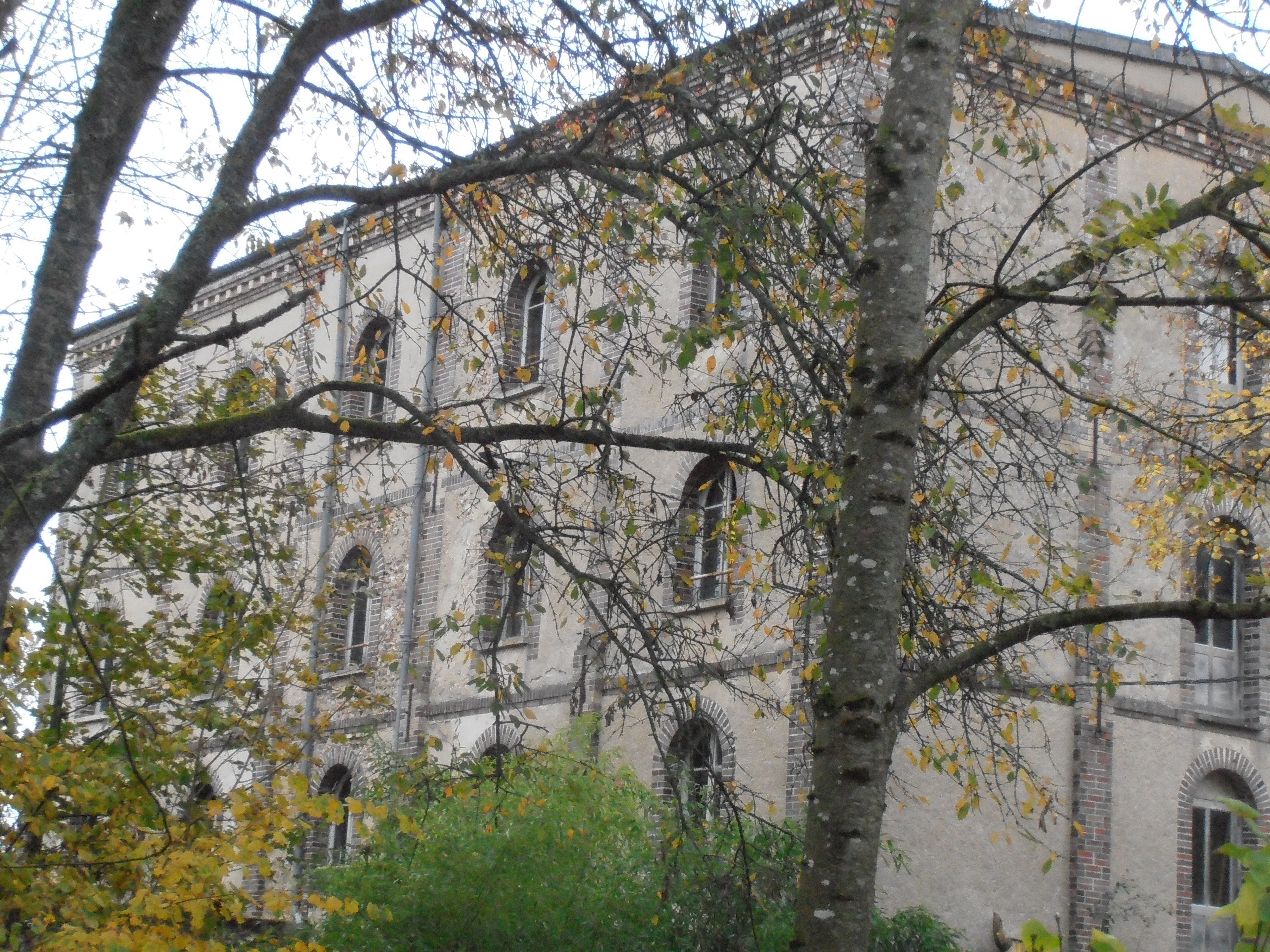
Moulin à Tan/Minoterie de Gauville/Moulin Bodard

Dans la première moitié du XIXe siècle, une partie de l'eau du ruisseau d'Ocques provenant de Verlin est détournée, selon un droit acquis, pour alimenter les jardins ; et l'autre partie alimente cinq usines notamment pour le lavage des peaux de la tannerie et de la fabrique de boutons; puis elle arrose les prés et fait tourner le moulin à Tan, la forge et le moulin à farine ; puis deux moulins à blés dans la rue de l'abreuvoir, plus loin un autre moulin à blé et le moulin de la ville. À la sortie de Saint-Julien elle fait tourner un moulin à tan, le moulin d'en bas et le moulin de farine avant de confluer avec la rive gauche de l'Yonne. Il y avait également une manufacture d'objets de bijouterie en acier poli et des fabriques de drap.
En mai et juin 1832, le bourg était toujours entouré de murs et dans les fossés l'eau stagnait, et celles qui contournaient la ville étaient remplies des débris des tanneries ce qui favorisa le choléra à Saint-Julien et dans ses environs. Il était prévu qu'un service médical soit tenu à la mairie avec deux médecins et la pharmacie ouverte jour et nuit et une douzaine d'infirmiers; mais devant l'intensité de la maladie rien ne put être mis en place. Toutes les maisons étaient fermées et les riches quittaient la ville. En six semaines, Saint-Julien perdit le sixième de ses habitants.
Un décret du 12 avril 1856, crée un commissariat de police de cinquième classe pour Saint-Julien et son canton.
Pendant la Guerre de 1870, et après le siège de Metz, les Prussiens envahirent la région. Le 18 novembre 1870, six cents hommes et six canons sous les ordres du major Lehmann venant de Joigny par Villevallier, voulurent passer le pont, mais, comme des planches avaient été arrachées, l'artillerie ne put passer. L'infanterie prussienne vint se mettre sur une proéminence et se mit à tirer sur la ville et, comme il n'y eut pas de riposte, ils l'envahirent et demandèrent une rançon de 30 000 francs. Le maire M. Coste fut également imposé d'une rançon personnelle de 3 000 francs pour laquelle il signa un engagement, mais, une fois relâché, il partit se cacher et ils ne purent le retrouver, avant leur départ pour Villeneuve.
Le 29 mars 1873, un poste télégraphique est installé à Saint-Julien (télégraphe Chappe).
En 1881, Gustave Coste, médecin et maire de Saint-Julien, doit faire face à une épidémie de variole qui fit sept morts.
De novembre 1886 au printemps 1887, c'est une épidémie de fièvre typhoïde qui frappa quatorze personnes de la partie basse de la ville, autour de l'hôtel de ville. Les soupçon se sont portés sur l'eau du puits que buvaient les habitants du quartier de l'hôtel de ville, qui était près d'un autre puits rue Notre-Dame, proche lui-même d'une fosse d'aisance. Le maire de Saint-Julien fait appel à la commission d'hygiène de Joigny afin notamment d'analyser l'eau du puits et du ruisseau et les conditions d'hygiène, d'autant plus que le ruisseau transportait toujours des matières organiques provenant des usines.
À la mi- XIXe siècle, à la suite d'un rapport de M. Parent, architecte à Sens, qui juge que l'ancien hospice est en mauvais état, il est décidé d'en construire un nouveau. Un décret du président de la République du 7 février 1850 autorise à vendre la maison de six chambres pour construire un nouveau bâtiment qui servira d'hospice, mais devra aussi comporter une salle d'école pour les filles et une salle d'asile pour les enfants des deux sexes. Les locaux furent rapidement construits et occupés dès le 3 novembre 1851. Ils ont été agrandis en 1970 et servent aujourd'hui de maison de retraite.
Lors de la Première Guerre mondiale résidait à Saint-Julien-du-Sault un groupe d'instruction du régiment d'artillerie à cheval. Les habitants des environs auraient pu se croire à proximité immédiate du front du fait des détonations des tirs d’instruction de l'école d’artilleurs. Après la signature de l'armistice du 11 novembre et l'inondation du ruisseau d'Ocques et de l'Yonne en décembre 1918, le centre de Saint-Julien-du-Sault est fermé par ordre du ministre de la santé.

## Politique et administration

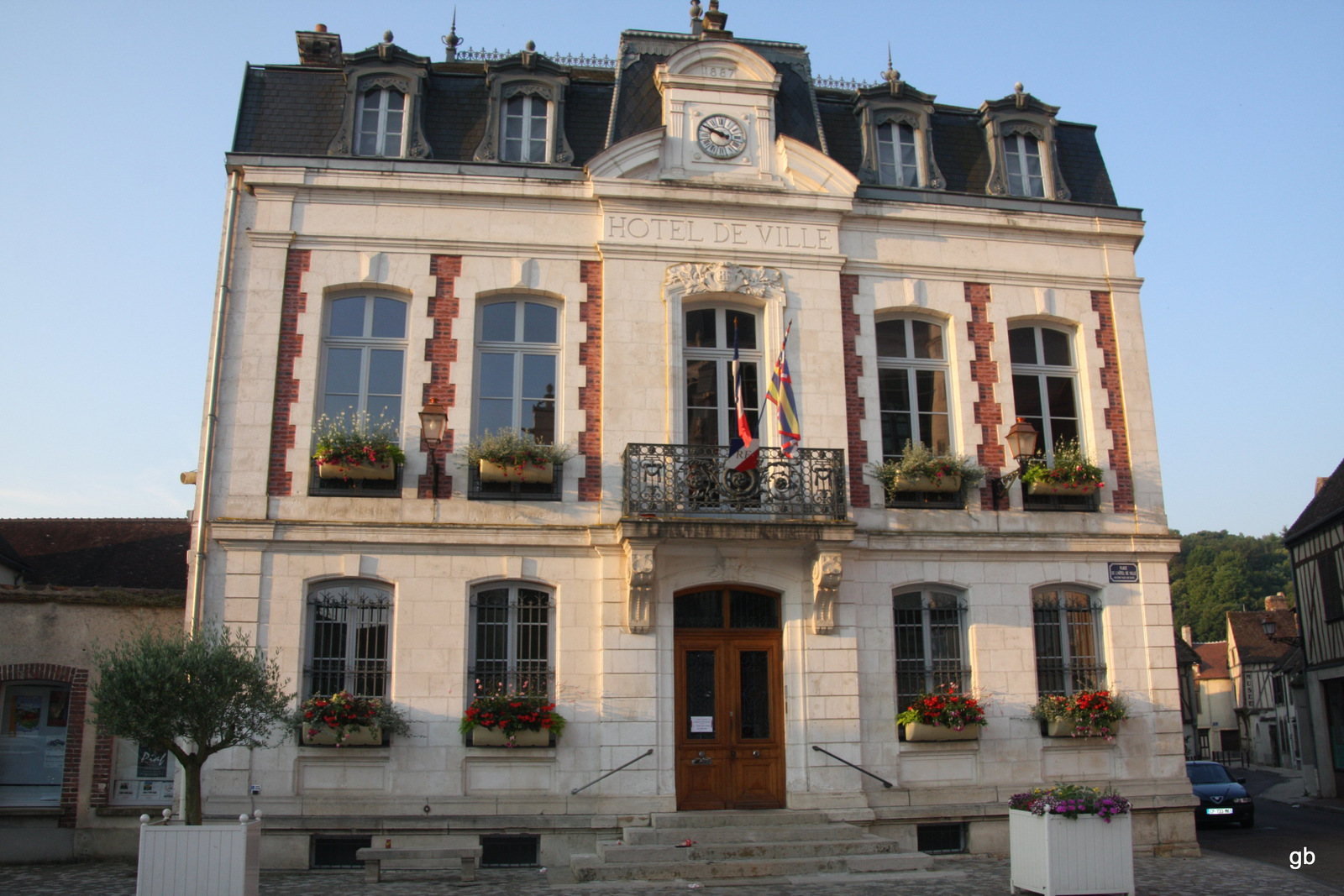
Hôtel de ville.

### Administration municipale
Le nombre d'habitants de la commune étant compris entre 1 500 et 2 500, le nombre de membres du conseil municipal est de 19.

### Liste des maires
| Période      | Période   | Identité         | Étiquette                                 | Qualité |
| ------------ | --------- | ---------------- | ----------------------------------------- | --- |
| 1935         | 1953      | Paul Gagnard     |                                           | |
| mai 1953     | mars 1959 | Quentin Vinter   |                                           | |
| mars 1959    | 1965      | René Torcheboeuf | SE (Liste d'action municipale et sociale) | |
| octobre 1965 | mars 1989 | Jean-Paul Coffre | UDF-Rad.                                  | Inspecteur général du tourisme Conseiller général de Saint-Julien-du-Sault (1957 → 1988)                                                                                 |
| mars 1989    | En cours  | Guy Bourras      | DVD puis UDF puis NC-UDI puis LC          | Directeur commercial SNCF retraité Conseiller général de Saint-Julien-du-Sault (1988 → 2015) Vice-président du conseil général de l'Yonne Réélu pour le mandat 2020-2026 |

### Instances judiciaires et administratives
Saint-Julien-du-Sault relève du tribunal d'instance de Sens, du tribunal de grande instance de Sens, de la cour d'appel de Paris, du tribunal pour enfants d'Auxerre, du conseil de prud'hommes de Sens, du tribunal de commerce de Sens, du tribunal administratif de Dijon et de la cour administrative d'appel de Lyon.

### Jumelages
En juillet 2013, Saint-Julien-du-Sault n'est jumelée avec aucune autre commune.

## Population et société

### Démographie

#### Évolution démographique
L'évolution du nombre d'habitants est connue à travers les recensements de la population effectués dans la commune depuis 1793. Pour les communes de moins de 10 000 habitants, une enquête de recensement portant sur toute la population est réalisée tous les cinq ans, les populations de référence des années intermédiaires étant quant à elles estimées par interpolation ou extrapolation. Pour la commune, le premier recensement exhaustif entrant dans le cadre du nouveau dispositif a été réalisé en 2004.

En 2022, la commune comptait 2 202 habitants, en évolution de −8,59 % par rapport à 2016 (Yonne : −1,95 %, France hors Mayotte : +2,11 %).
| 1793  | 1800  | 1806  | 1821  | 1831  | 1836  | 1841  | 1846  | 1851  |
| ----- | ----- | ----- | ----- | ----- | ----- | ----- | ----- | ----- |
| 2 022 | 2 045 | 2 069 | 2 188 | 2 364 | 2 344 | 2 298 | 2 439 | 2 453 |

| 1856  | 1861  | 1866  | 1872  | 1876  | 1881  | 1886  | 1891  | 1896  |
| ----- | ----- | ----- | ----- | ----- | ----- | ----- | ----- | ----- |
| 2 250 | 2 331 | 2 234 | 2 135 | 2 147 | 1 972 | 1 995 | 1 816 | 1 805 |

| 1901  | 1906  | 1911  | 1921  | 1926  | 1931  | 1936  | 1946  | 1954  |
| ----- | ----- | ----- | ----- | ----- | ----- | ----- | ----- | ----- |
| 1 727 | 1 737 | 1 837 | 1 792 | 1 805 | 1 754 | 1 860 | 1 745 | 1 798 |

| 1962  | 1968  | 1975  | 1982  | 1990  | 1999  | 2004  | 2006  | 2009  |
| ----- | ----- | ----- | ----- | ----- | ----- | ----- | ----- | ----- |
| 1 785 | 1 856 | 2 123 | 2 067 | 2 161 | 2 347 | 2 380 | 2 339 | 2 347 |

| 2014  | 2019  | 2022  | - | - | - | - | - | - |
| ----- | ----- | ----- | - | - | - | - | - | - |
| 2 388 | 2 236 | 2 202 | - | - | - | - | - | - |

#### Pyramide des âges
En 2018, le taux de personnes d'un âge inférieur à 30 ans s'élève à 30,8 %, soit en dessous de la moyenne départementale (31,4 %). À l'inverse, le taux de personnes d'âge supérieur à 60 ans est de 34,5 % la même année, alors qu'il est de 31,2 % au niveau départemental.
En 2018, la commune comptait 1 085 hommes pour 1 207 femmes, soit un taux de 52,66 % de femmes, légèrement supérieur au taux départemental (51,33 %).
Les pyramides des âges de la commune et du département s'établissent comme suit.
| Hommes | Classe d’âge | Femmes |
| ------ | ------------ | ------ |
| 0,9    | 90 ou +      | 3,4    |
| 9,2    | 75-89 ans    | 11,2   |
| 23,1   | 60-74 ans    | 21,2   |
| 16,8   | 45-59 ans    | 20,3   |
| 16,5   | 30-44 ans    | 15,6   |
| 15,0   | 15-29 ans    | 12,7   |
| 18,5   | 0-14 ans     | 15,6   |

| Hommes | Classe d’âge | Femmes |
| ------ | ------------ | ------ |
| 0,9    | 90 ou +      | 2,5    |
| 8,5    | 75-89 ans    | 11,2   |
| 20,1   | 60-74 ans    | 20,5   |
| 20,5   | 45-59 ans    | 20     |
| 17,2   | 30-44 ans    | 16,7   |
| 15,1   | 15-29 ans    | 13     |
| 17,7   | 0-14 ans     | 16     |

### Enseignement
La commune de Saint-Julien du Sault est située dans l'académie de Dijon.
La ville administre une école maternelle (3 classes) et une école élémentaire (5 classes) communales.
Les collèges les plus proches sont le collège Chateaubriand à Villeneuve-sur-Yonne (6,7 km), le collège Marie Noël (9,4 km) et le collège privé Saint-Jacques (9,4 km) à Joigny.

### Manifestations culturelles et festivités

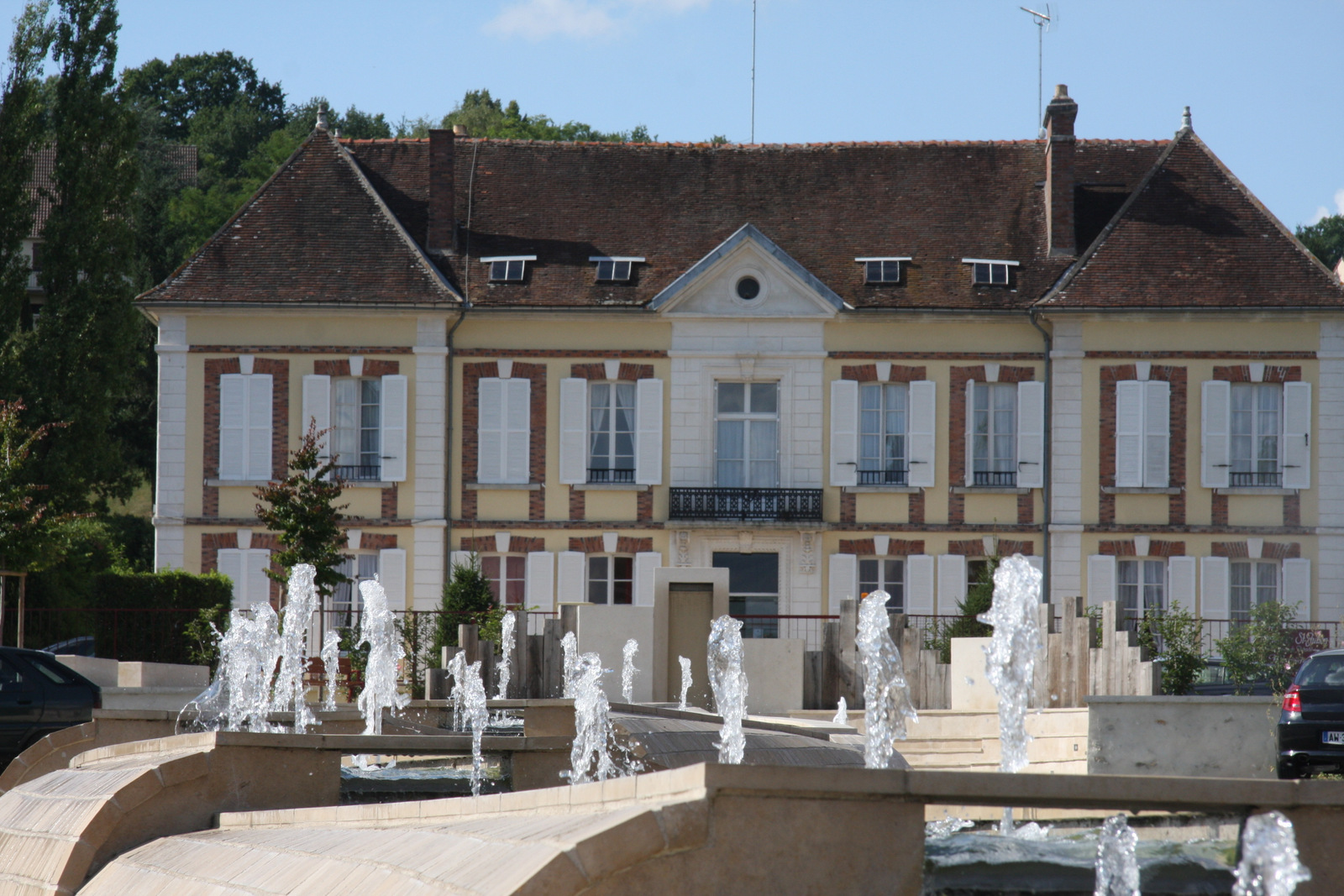
la résidence St-julien, maison de retraite pour personnes âgées dépendantes.

### Santé
En avril 2016, deux médecins, une pharmacie, un podologue et un ostéopathe sont installés à Saint-Julien-du-Sault.
La « résidence Saint-Julien » est la maison de retraite de la commune.

### Sports
Courant 2014, un golf a été inauguré: le golf municipal éducatif de la Maladrerie, géré par l'Association du Golf Educatif de la Maladrerie, avec la participation de l'ADGE, de 9 trous assorti d'un practice de 25 postes, sur un terrain de 11 hectares. La pédagogie d'initiation est délivrée par la Bill Owens Academy.
Le club de football utilise les installations du stade André Branger.
Saint-Julien-du-Sault vient de s'équiper d'un court de tennis couvert, à proximité des deux courts existants, au stade Jean Sax.
La commune possède un parcours de BMX, ainsi qu'une école de vélo route.

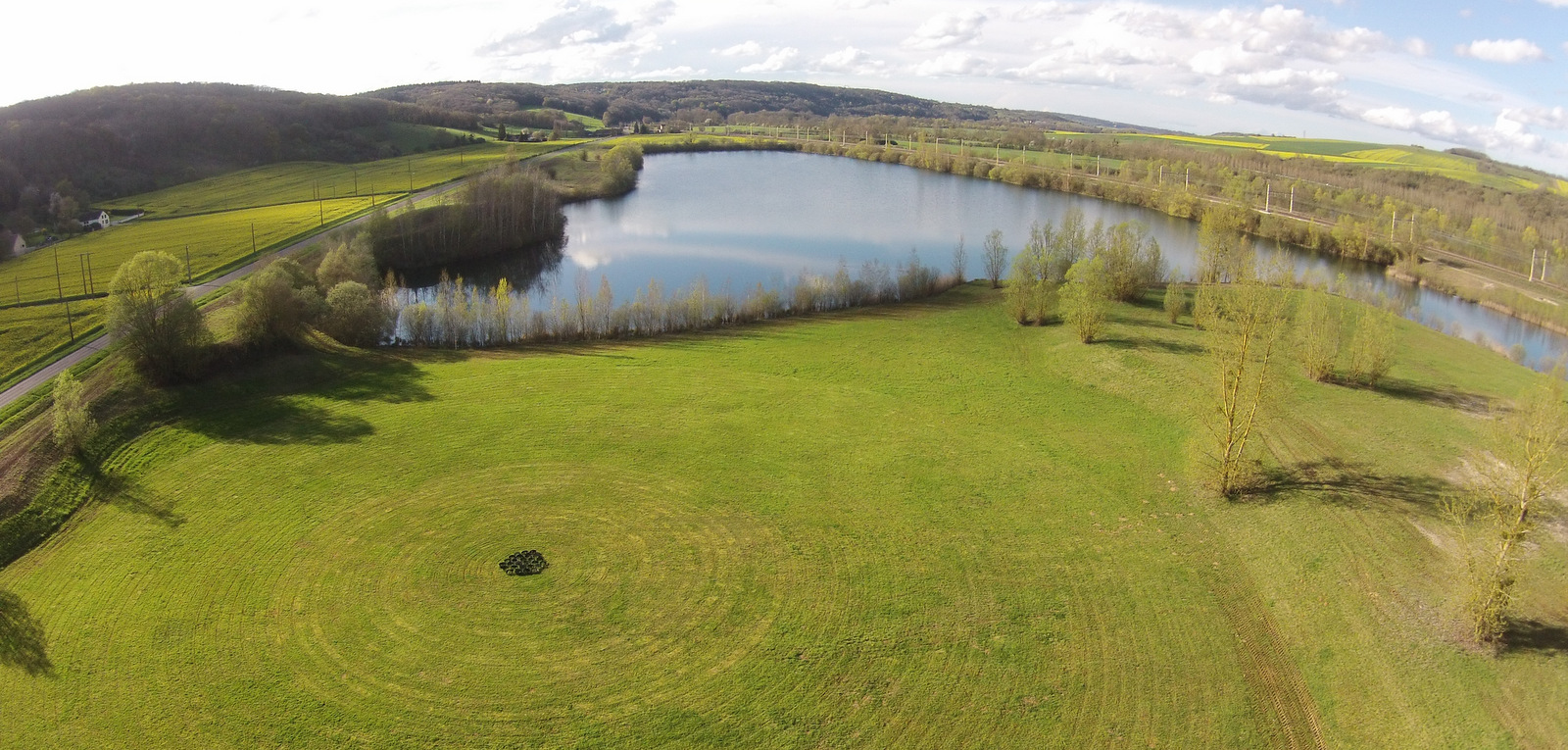
Le golf éducatif...
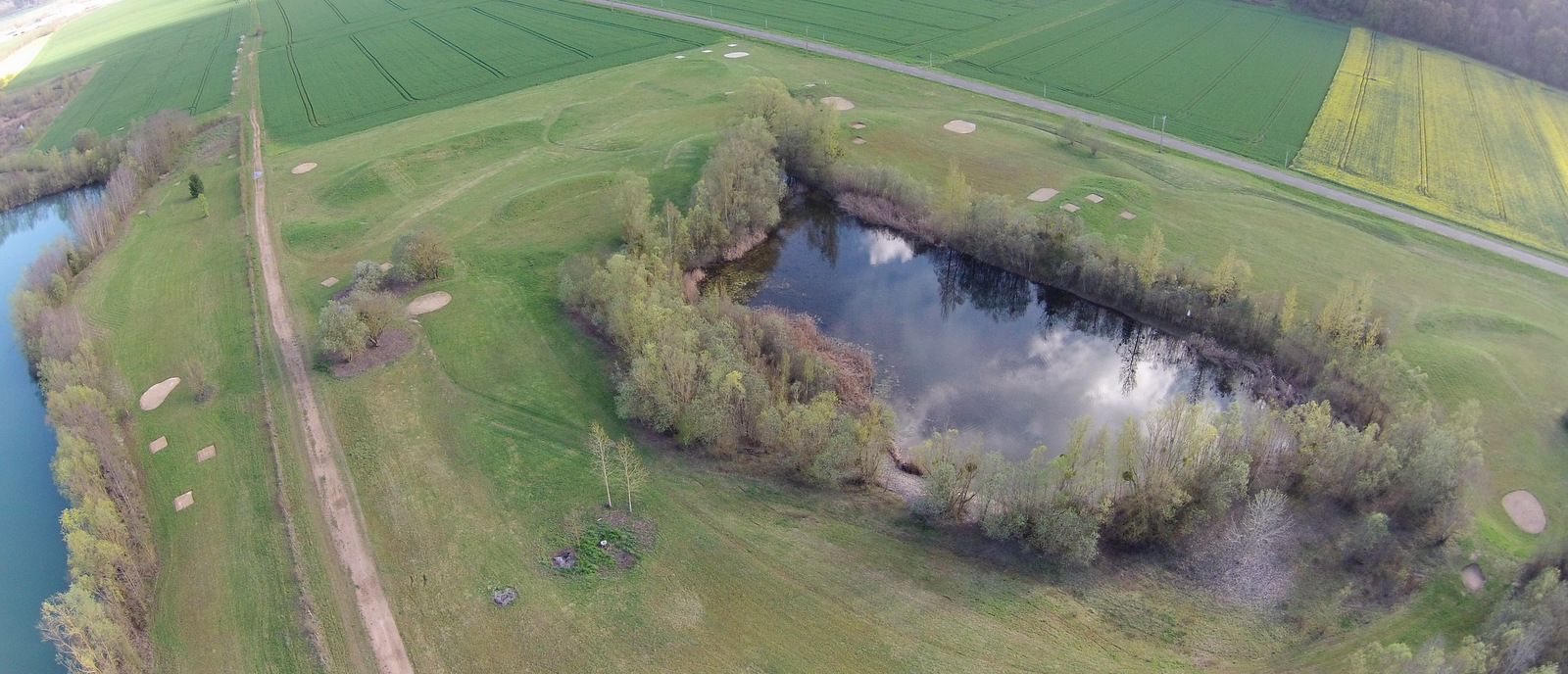
le practice.
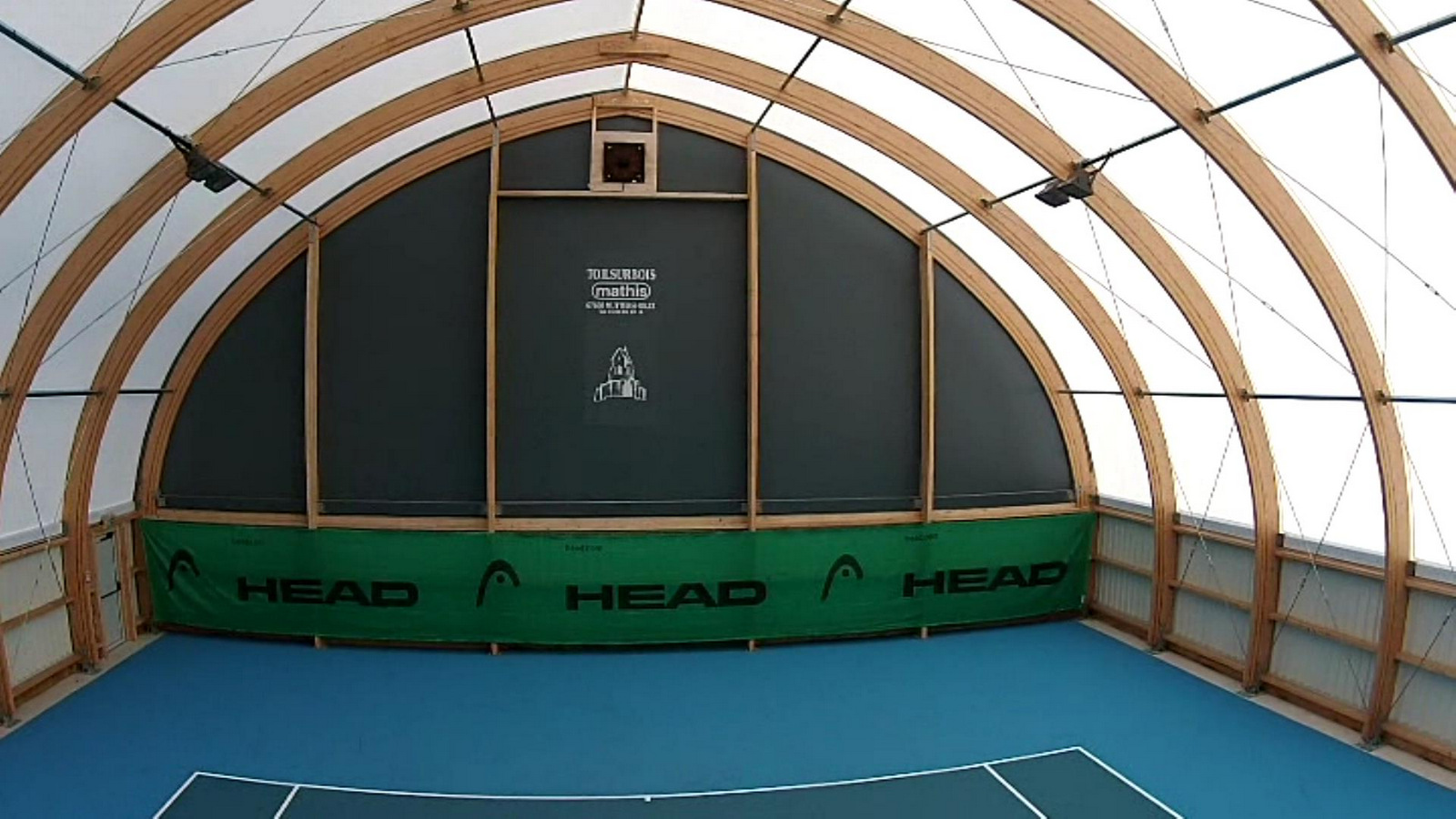
Le court couvert à proximité des deux courts découverts.
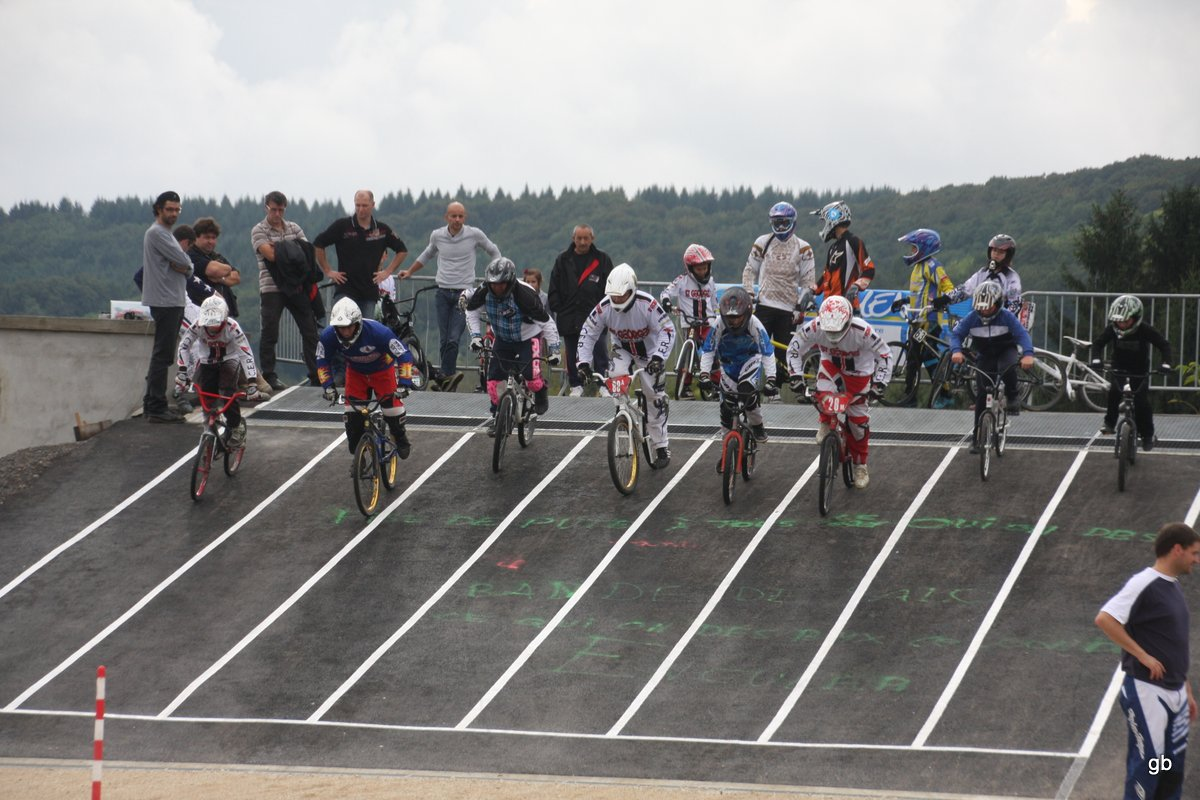
Circuit BMX.

### Cultes
Saint-Julien-du-Sault dépend de la communauté paroissiale catholique de Sainte-Alpais (en référence à Alpais de Cudot) qui regroupe les anciennes paroisses de Villeneuve-sur-Yonne, Saint-Julien-du-Sault et Véron au sein de l'archidiocèse de Sens-Auxerre. Elle édite une publication Esprit de clochers.
La messe est célébrée tous les dimanches à Villeneuve et moins régulièrement à Saint-Julien et à Véron. Pour d'autres villages, elle est célébrée épisodiquement pour certains événements (fêtes patronales, enterrements ou mariages par exemple), comme à Armeau, Cudot pour la procession de sainte Alpais (le lundi de Pentecôte) notamment, Verlin et Villevallier pour leurs processions, Marsangy pour la fête patronale, etc., ce qui n'est plus le cas dans nombre de villages de la région.
Le temple protestant le plus proche est à Joigny et l'église orthodoxe la plus proche à Bussy-en-Othe.

## Économie

### Revenus de la population et fiscalité
En 2010, le revenu fiscal médian par ménage était de 26 312 €, ce qui plaçait Saint-Julien-du-Sault au 20 777e rang parmi les 31 347 communes de plus de 50 ménages en métropole.

### Emploi
En 2009, la population de Saint-Julien se répartissait ainsi : 62,9 % d'actifs ayant un emploi, 8,8 % de chômeurs et 28,3 % d'inactifs dont 14 % de retraités.

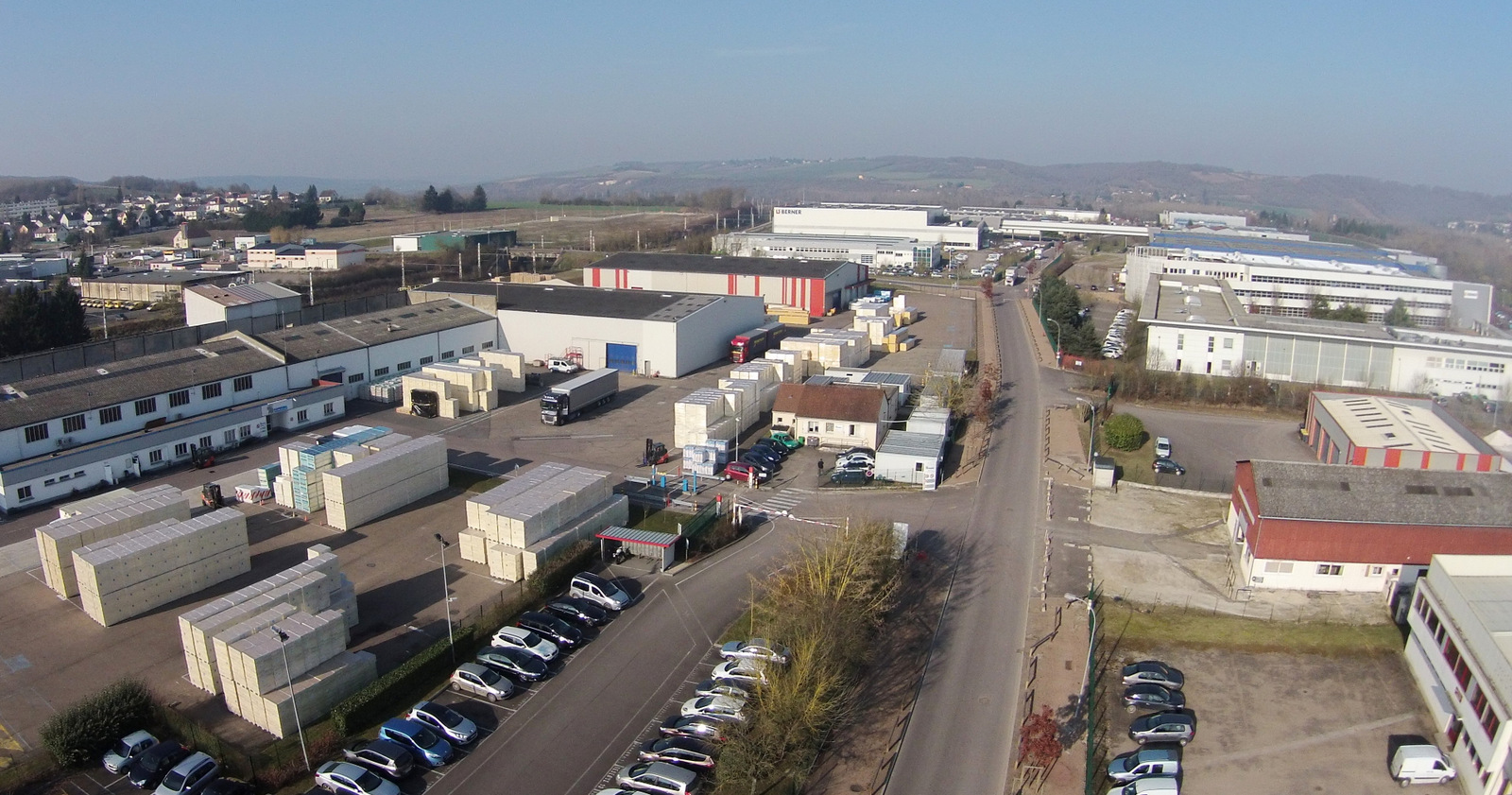
la zone industrielle de st julien du sault.

### Entreprises et commerces
- De nombreuses entreprises se trouvent dans la zone industrielle de Saint-Julien-du-Sault dont la plus importante étant Berner.
- La zone industrielle de Saint-Julien est très bien desservie: autoroutes A6, A19, A5, route départementale 606.

## Culture locale et patrimoine

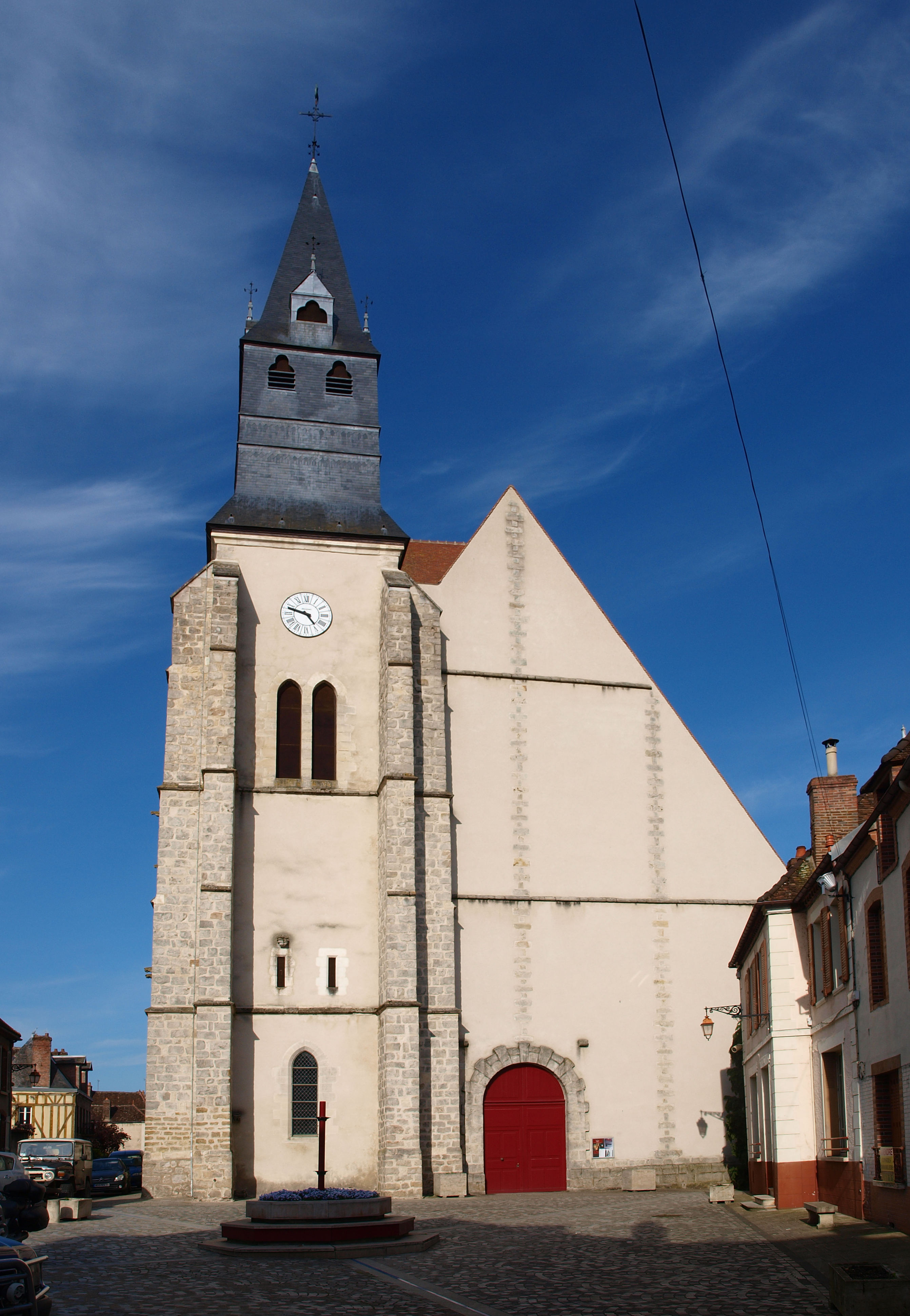
Portail d'entrée de l'église Saint-Pierre.

### Lieux et monuments

#### Église
Saint-Julien-du-Sault possède plusieurs monuments remarquables, dont l'église Saint-Pierre.

#### Chapelle Saint-Julien
Appelée communément chapelle de Vauguillain (« vallée de Guillaume »), elle a été bâtie à l'intérieur de l'enceinte du château de Vauguillain et surplombe le bourg sur une colline au-dessus de Saint-Julien. Elle est mentionnée dès 1193 dans une charte de Gui, archevêque de Sens. Elle est un exemple de la propagation de l'art gothique en Sénonais. Elle domine la ville à laquelle elle a donné son nom et dont elle fut la paroisse primitive.
La chapelle a été unie à la collégiale Saint-Pierre par l'archevêque de Sens, Tristan de Salazar, le 31 juillet 1492, mais des offices continuèrent d'y être célébrés jusqu'à la fin du XVIIIe siècle. On y célébrait des mariages et on y montait en procession.
À la suite de l'abandon du château, un premier ermite, Frère Placet s'installa dans l'enceinte en 1648
 un second ermite, frère François Chalon, lui succéda. Il fut inhumé dans la chapelle, le 11 octobre 1701.
Depuis la Révolution, la chapelle est vendue plusieurs fois successivement à des propriétaires jusqu'à être abandonnée en ruine en 1853. Amputée d'une partie de sa nef, elle ne comprend plus aujourd'hui que deux travées. Son dernier propriétaire, le docteur Bernard Chérest, la fait classer Monument Historique en 1958 et en fait don à la ville de Saint-Julien-du-Sault en 1962.
En 1981, un grand chantier de restauration qui va durer plusieurs années est entrepris par la commune avec l'aide de la nouvelle Association culturelle de Saint-Julien-du-Sault. Les murs d'enceintes sont reconstruits et la toiture est refaite, seul l'intérieur de la chapelle n'est pas refait.

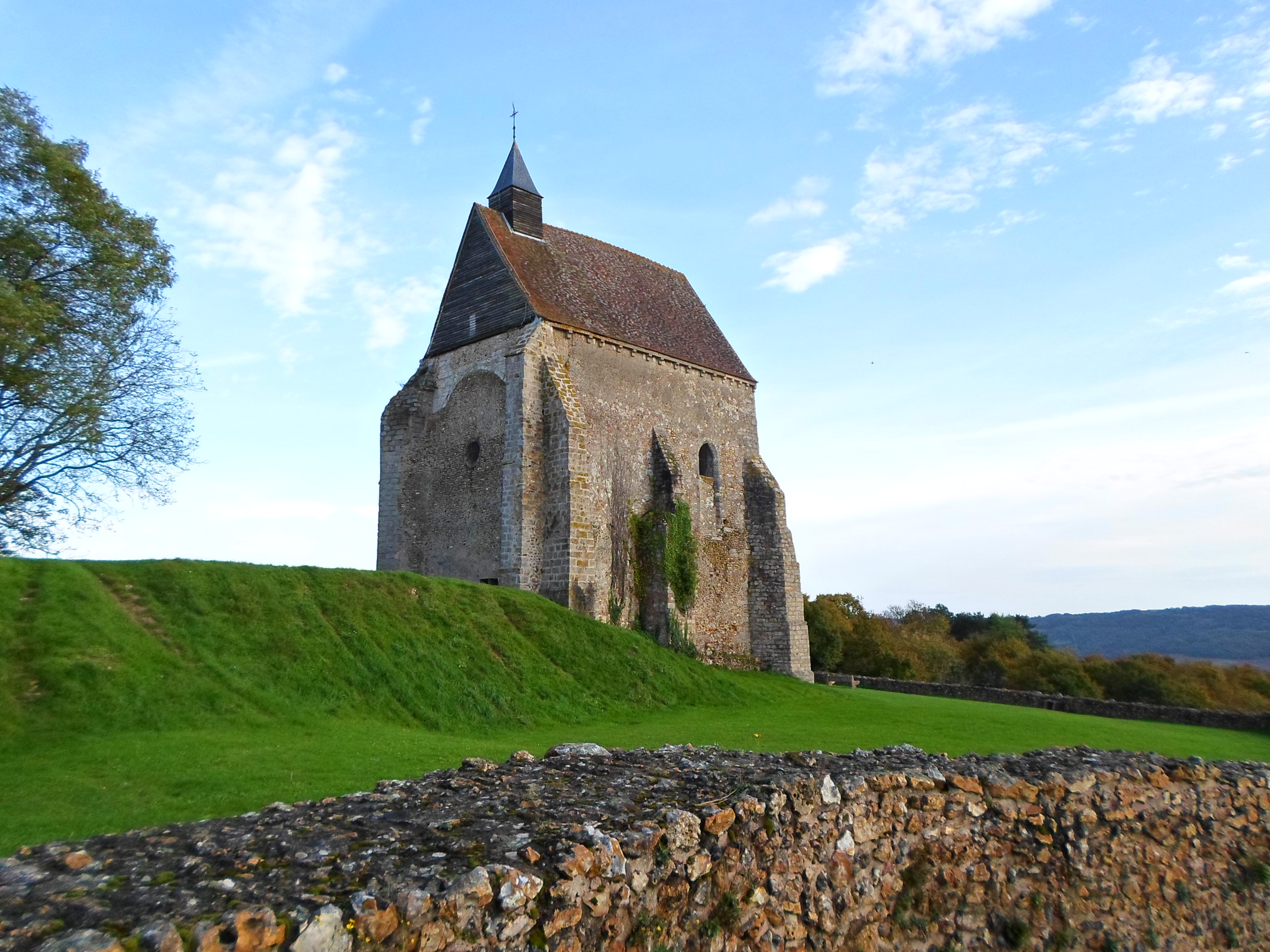
Chapelle de Vauguillain.
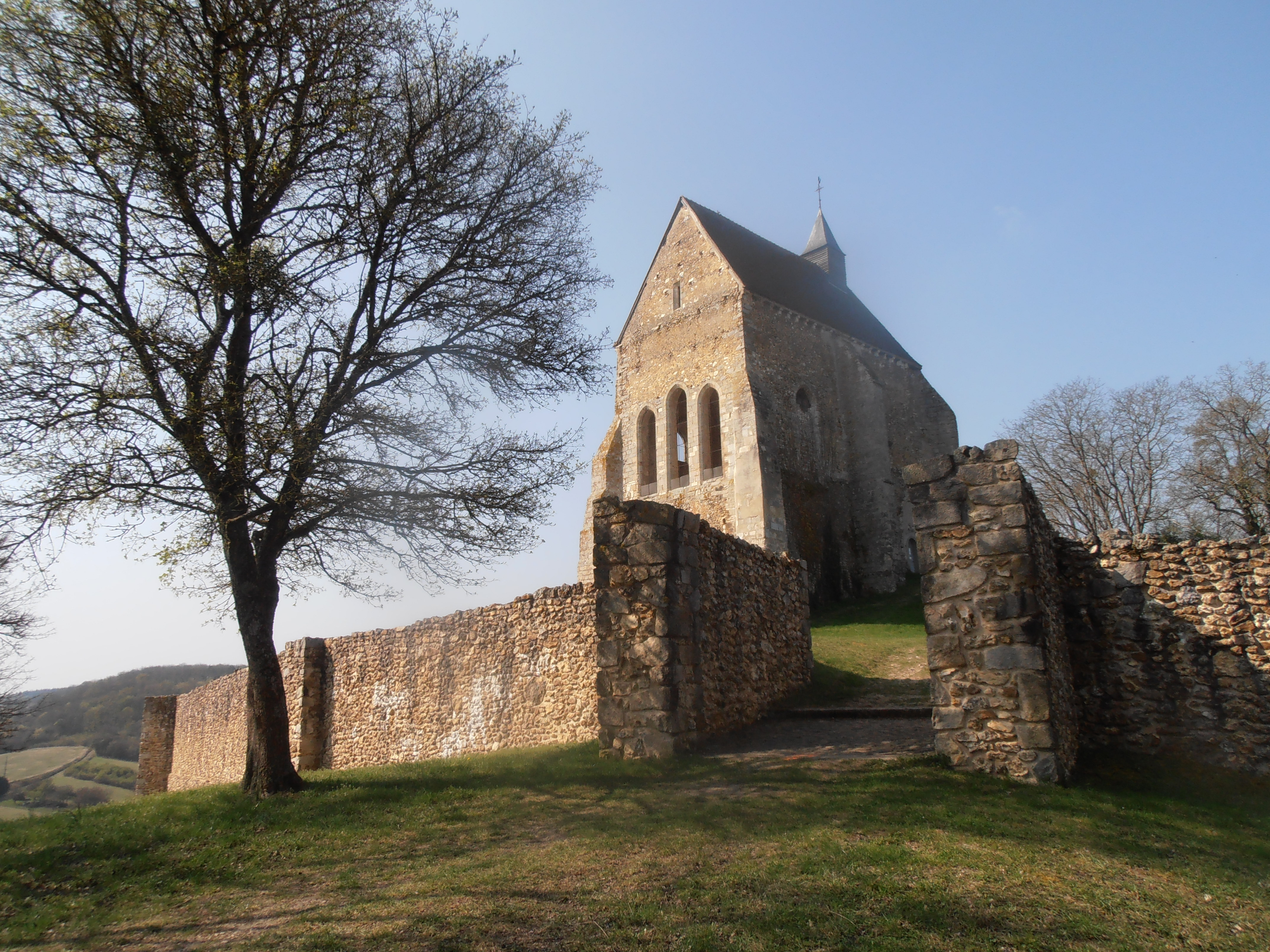
Chapelle de Vauguillain.
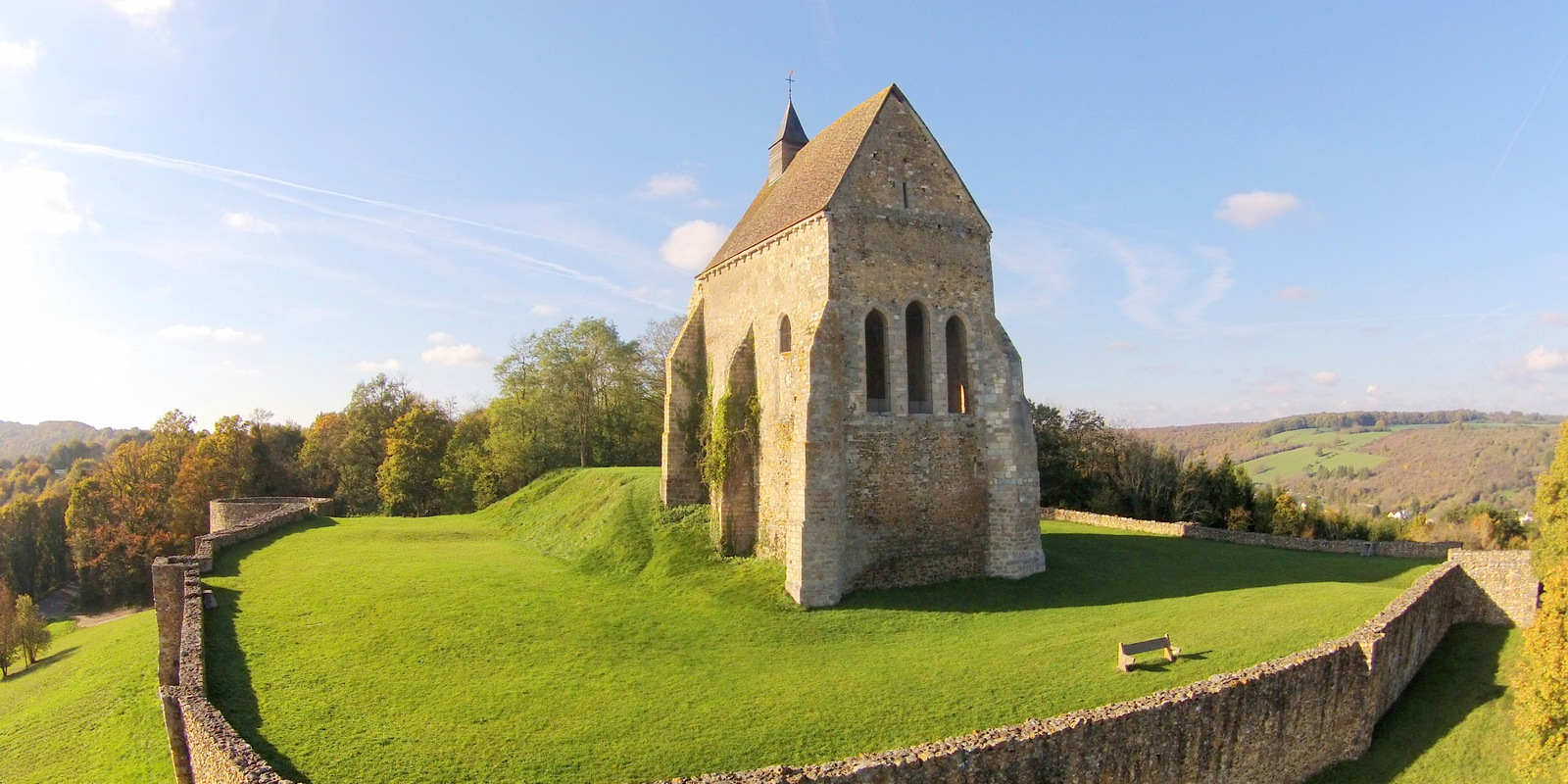

##### Maisons médiévales
Quatre maisons de Saint-Julien-du-Sault sont classées ou inscrites au titre des monuments historiques : la maison du Chapitre, le musée du patrimoine culturel de Saint-Julien-du-Sault, la maison de l'Archevêché de Saint-Julien-du-Sault et la maison au poteau cornier de Saint-Julien-du-Sault.

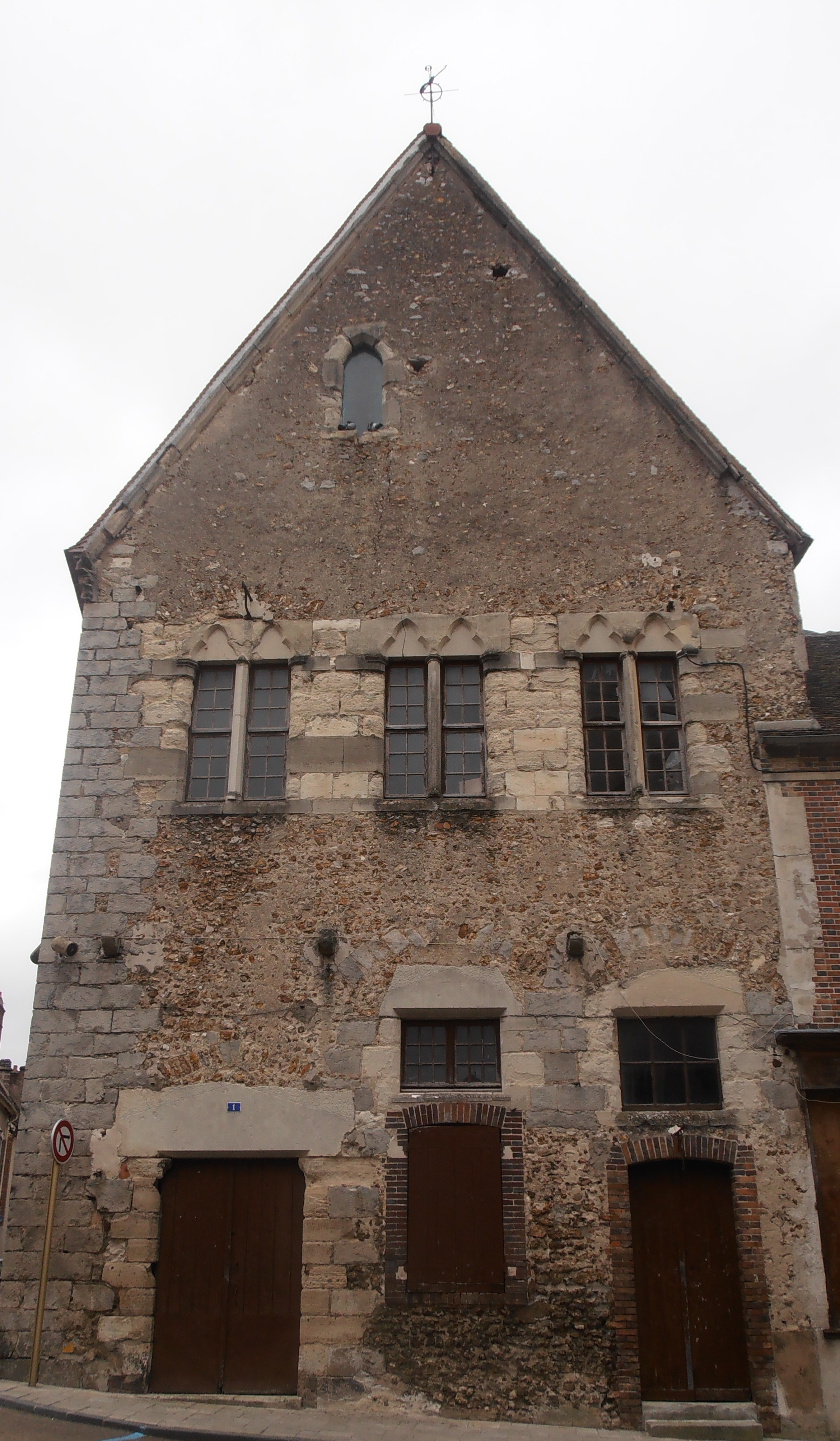
Maison du Chapitre.
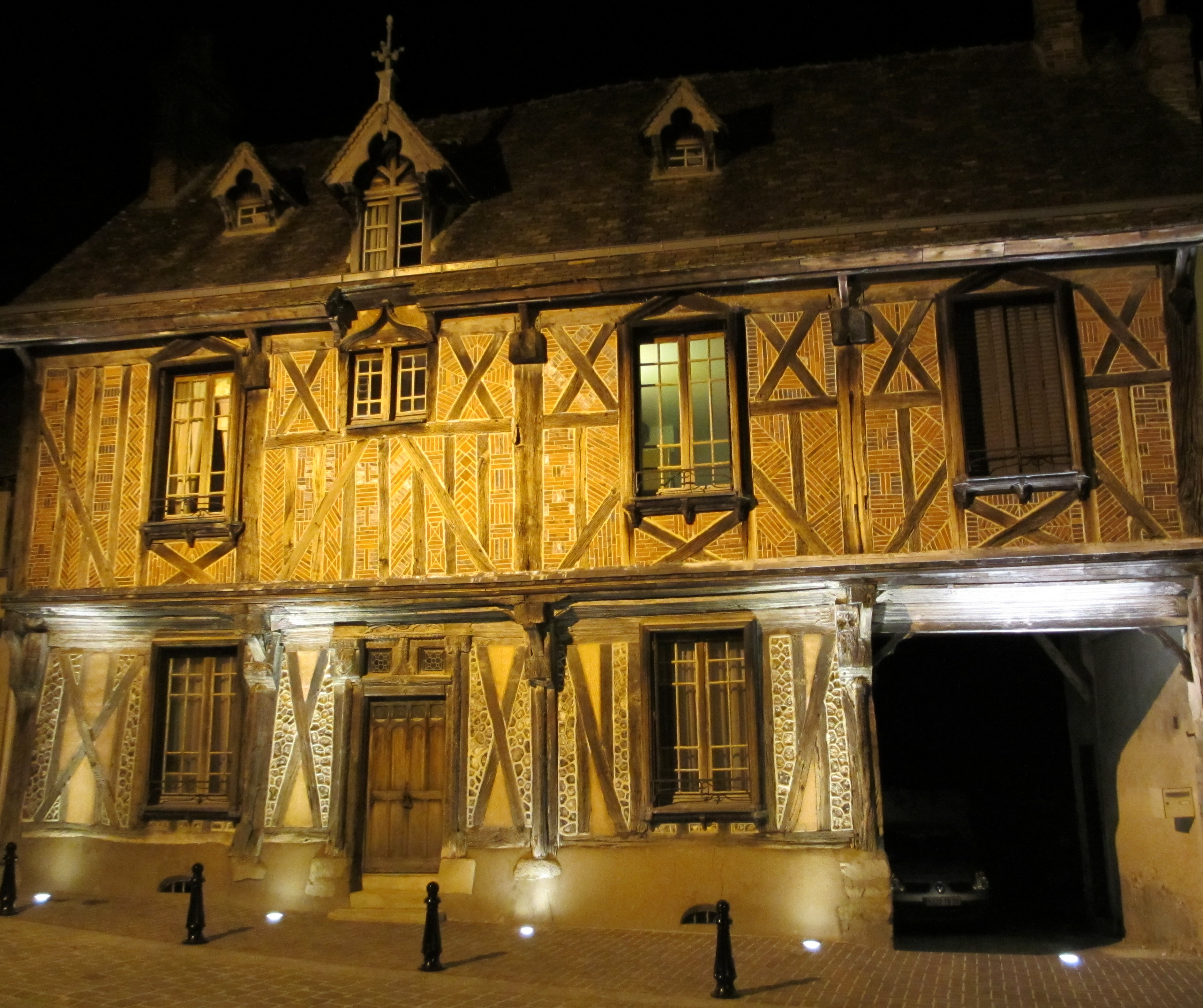
Maison de l’Archevêché.
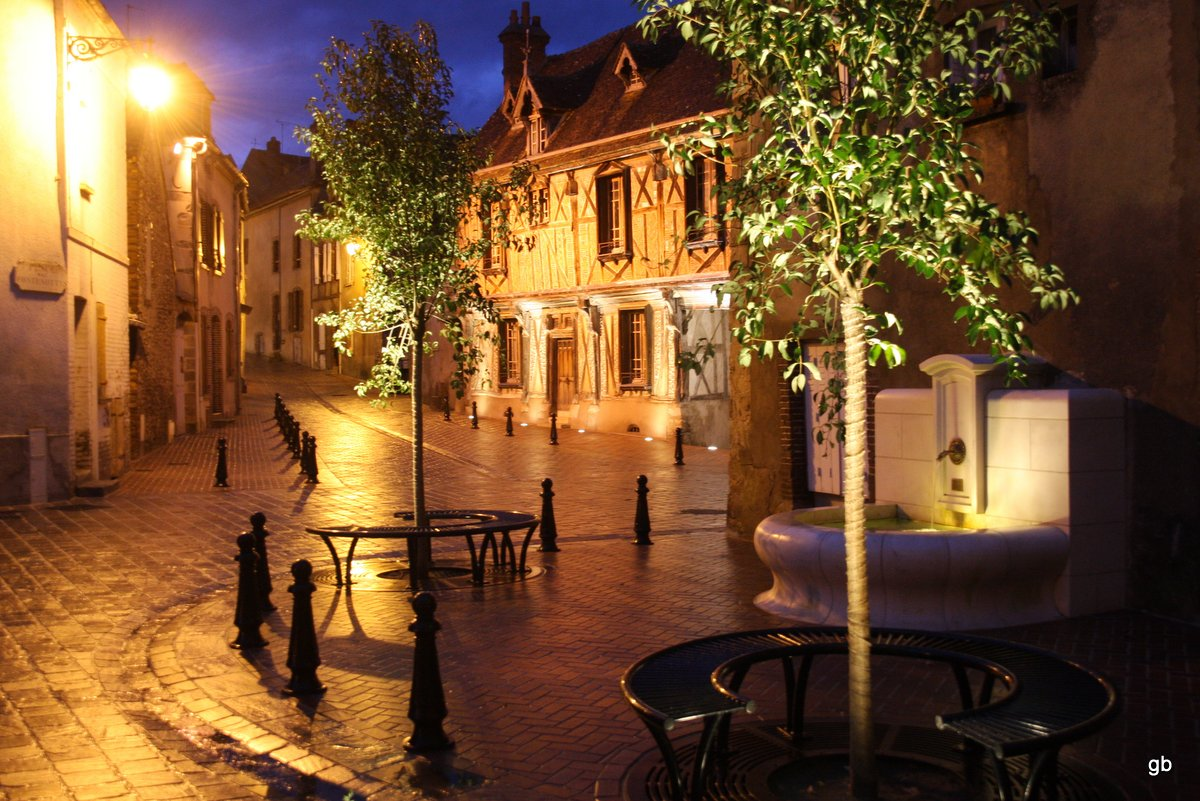
La place du four, la fontaine des fontenottes et la maison de bois.

#### Maisons expérimentales
Dans les années 1970, quatre maisons d'avant-garde sont construites par l'architecte Jean Daladier au lieu-dit Bois des Sèves. Elles sont classées monument historique en 2014.

### Parcours dans Saint-Julien autour du patrimoine culturel

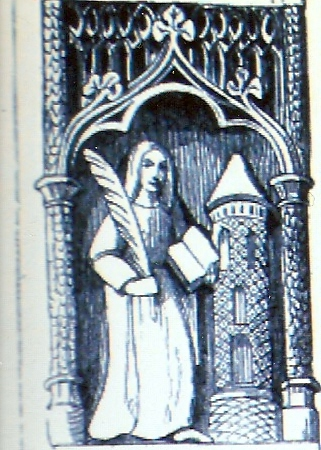
Illustration du poteau disparu où Sainte Barbe est représentée avec un livre et la palme du martyre (Barbe la grande martyre), ainsi qu'un fou en cul-de-lampe pour signifier : ici on s'amuse bien.

- Porte de la Croix : située aujourd'hui à l'entrée de la rue de la Liberté, il ne subsiste plus que la tour de droite qui servit de prison sous la Terreur, (celle de gauche et le cintre de brique qui reliait les deux tours ont été enlevés en 1830) de la porte de la Croix. En 1790, on y scella une pierre de la Bastille, bénie par le curé Longuet, sur laquelle on peut lire l'inscription « je certifit que cette pièce vient de la Bastille » signée du « citoyen parisien » Pierre-François Palloy qui l'avait vendue.
- En entrant rue de la Liberté, après le fleuriste, se trouve la maison de Monsieur de Fonfreyde gouverneur de Saint-Julien, ornée d'une croisée Renaissance. Avant la Révolution, tous les soirs, on venait y déposer les clés de la ville.
- On arrive sur la place du petit marché (aujourd'hui place du général Leclerc) où subsiste un des deux poteaux corniers qui indiquaient au XVe siècle une auberge. Une figure à face joviale et qui tient un broc et un verre à la main semble indiquer qu'on pouvait boire à souhait. Au-dessus, saint Jean-Baptiste avec l'agneau et saint Jacques de Compostelle avec le bâton de pèlerin invitent les voyageurs.
- Au XIXe siècle, on trouve des croix en fer (calvaires et stations de Rogations) à l'entrée des villages et le faubourg de la Croix, qui est un exemple, en a compté plus de cinquante qui ressemblaient à celle du lavoir où l'on trouve le nom du forgeron avec l'inscription « fait par moy ».
- Porte de la Fontaine : C'est ici que, d'après la légende, saint Julien est tombé après avoir sauté du haut de la montagne, alors qu'il était poursuivi par une troupe de soldats romains. Il y avait au XIXe siècle une croix érigée sur la maçonnerie de la fontaine et un cheval en bois sculpté. Cette sculpture se trouve aujourd'hui incrustée sur le mur de la maison des infirmières. Le cheval ne repose que sur trois pieds et il manque, au quatrième levé en l'air, toute l'articulation inférieure qui n'a pu résister au choc en touchant la terre.

### Patrimoine naturel
Au lieu-dit la Grosse Roche se trouve un mégalithe classé comme Cromlech (on donne ce nom à des enceintes de pierres levées).

### Patrimoine culturel

#### Lettre du Roi Louis-le-Jeune
Le roi atteste en 1170 qu'il fait « remise » à Guillaume de Champagne de « procuration et de gîte » qu'il avait à Sanctum-Julianum de Salice (Saint-Julien-du-Sault).
In nomine sancte et individue Trinitatis, amen. Ego Ludovicus, Dei gracia Francorum rex. Antecessoribus nostris, regibus Francie, familiaris semper extitit consuetudo non tantum ecclesias potestatis sue beneficiis ampliare, verum etiam earum oppressionibus subvenire et iniquas consuetudines resecare.
Hac igitur consideratione nos, ab eorum viis non déclinantes, notum facimus universis, presentibus et futuris, quod, intuitu divini amoris et interventu Willelmi, venerabilis archiepiscopi Senonensis et apostolice sedis legali, sororii nostri, procurationem et gistam quam apud Sanctum-Julianum de Salice annuatim babebamus, quietam et absolutam dimisimus ; decernentes quod nullus successorum nostrorum eam capere présumât.
Et ideo archiepiscopi Senonensis, tampresens quam futuri, preposito nostro Senonensi centum solidos monete que Senonis curret, singulis annis, infra septimanam Pentecostes, persolvent.
Quod ut ratum sit in posterum, carta et sigillo nostro confirmari precipimus.
Actum Parisius, anno incarnati Verbi millesimo centesimo LXX°; astantibus in palacio nostro quorum subscripta sunt nomina et signa : S. comitis Theobaldi, dapiferi nostri; S. Guidonis, buticularii nostri; S. Mathei, camerarii ; S. Radulphi, constabularii. Datum per manum Hugonis, cancellarii.
Signum : LUDOVICUS.

#### Histoire… d'en rire
Cette histoire relevée dans le Dictionnaire des calembours de 1860 : « Un fermier de Saint-Julien-du-Sault étant très malade, ses amis lui conseillèrent de faire venir le médecin de l'endroit, qui se nommait Gilet. "Ah bah! leur dit-il, je suis venu tout nu au monde, je m'en retournerai bien sans gilet" ».

### Histoire de la vigne à Saint-Julien
La vigne est une culture déjà connue à l'époque de la conquête romaine dans la vallée de l'Yonne puisque le cépage utilisé à Saint-Julien est le « franc noir » qui résulte d'une fécondation entre deux variétés cultivées au Moyen Âge et introduites par les Romains : le pinot et le gouais blanc.
Jusqu'au passage du phylloxéra, qui apparut pour la première fois dans la basse vallée de l'Yonne à Michery le 18 juin 1886, les habitants de la commune boivent le vin de Saint-Julien et à Noël on a longtemps « tâté les vins nouveaux » que sont « la perrette et la petite Saint-Julien ».
En 1186, l'archevêque de Sens Guy de Noyers atteste que l'abbé de Saint-Marien a donné à Étienne de Courtenay, cantori Sancti-Juliani-de-Saltu (chantre de Saint-Julien-du-Sault), la vigne de feu Clarin, capellani de Villanova-Regis, (chapelain de Villeneuve-le-Roi), située « au-delà du pont, au territoire de sa Ville-Neuve. »
Les comptes de la baronnie de Sens font état de l'acquisition de vignes par Guillaume 1er de la Brosse (1258 - 1267) et Pierre de Charny (1267 - 1274) au lieu-dit le Mont de Saint-Julien.
En 1492, l'archevêque de Sens Tristan de Salazar fait replanter de nouveau cépages, le beaunois et le plant de roi, car le vignoble a été détruit pendant la guerre de Cent Ans.
Dans la première moitié du XIXe siècle, on produit du vin en abondance, une mauvaise récolte peut être le signe d'une période d'inquiétude voire de misère. Le recensement de 1836 fait état de 2 344 habitants dont 220 vignerons et 57 tonneliers (11,82 %). Si l'on considère que seule la population masculine a été recensée dans ces métiers, cela concerne 277 hommes sur 534 en situation de travailler. En outre, la majorité des tonneliers (77 %) était située dans Saint-Julien et le reste dans les faubourgs proches. Une grande partie de la production est livrée à Paris.
Dès 1861, le travail de la vigne est facilité par l'invention d'un viticulteur de Chamvres, Monsieur Messager qui propose une charrue vigneronne, toute en fer, attelée par un cheval et qui peut labourer un hectare par jour.

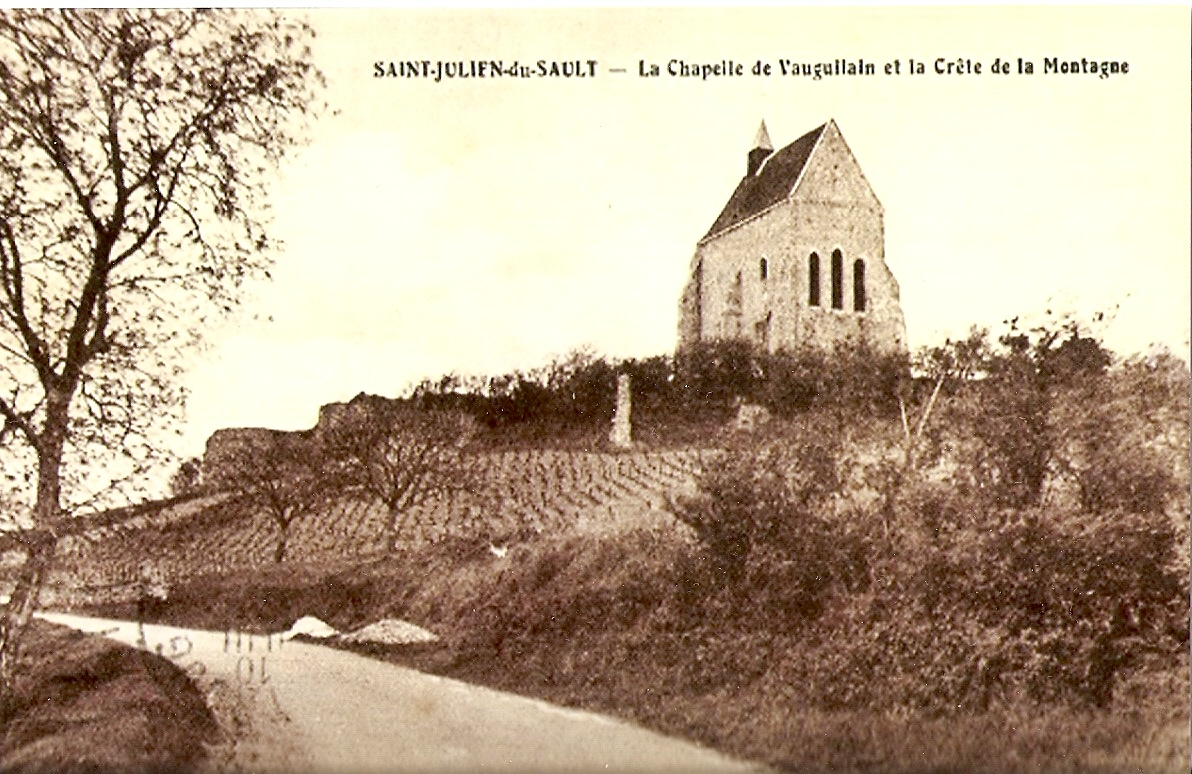
Le climat La Tour Baron.

Le « climat » (lieu-dit) « la Tour Baron » (du nom de la plus grosse tour du château) le plus renommé, se trouve immédiatement au-dessous des ruines du château jusqu'au hameau de Vauguillain. Le type de sol et de sous-sol, l'exposition des pentes au soleil, et le micro-climat permettaient la production d'un vin comparé aux Coulanges-la-Vineuse.
En 1835, Victor Hugo citait les vins rouges de Saint-Julien-du-Sault célèbres pour leur qualité avec les crus d'Auxerre, d'Irancy ou de Joigny et les vins blancs de Chablis.
Dans le Grand dictionnaire de la cuisine, Alexandre Dumas en 1873 cite dans sa liste des vins le « saint-julien-du-sault » parmi les vins « dont la cave d'un amphitryon de nos jours doit être garnie » au même titre qu'un chablis, château-margaux ou clos-vougeot.
En 1926, Jean Bertot faisant le tour de France à bicyclette et après avoir traversé les vignobles « fait une halte déjeuner à Saint-Julien » pour se retrouver dans « la salle à manger, ombrageuse et délicieusement fraîche, de l'hôtel des Bons-Enfants » où il fait un « déjeuner gargantuesque de sept plats », mais surtout déclare qu'il n'aurait pas « troqué le petit vin pointu de Saint-Julien-du-Sault contre les clos-vougeot ou les moulins-à-vent les plus authentiques. »

### Personnalités liées à la commune
- Jean Bazin (1736 à Saint-Julien-du-Sault - 1803 à Poilly-lez-Gien), politicien, député du tiers état aux États généraux de 1789 de Versailles.
- Louis-Charles Gillet de La Jaqueminière (21 novembre 1752 à Saint-Julien-du-Sault - 7 avril 1836 à Paris), homme politique.
- Barnabé de Veyrier Charles-Étienne : 1755 - 1845
- Jules Bourgoin[76] (1838 Joigny -1908 Saint-Julien) : théoricien de l’ornement, architecte, dessinateur, chargé de cours d’histoire et de théorie de l’ornement à l’École nationale supérieure des beaux-arts de Paris. Il a étudié au cours de nombreux voyages (Égypte, Grèce, Italie) l'ornement (arabe, grec, chinois), les mathématiques, la géométrie, l'optique et les arts industriels. Il fit bâtir sa maison à Saint-Julien ou il se retira et y écrivit le Précis de l’art arabe.
- Gustave Coste : 28 août 1833 - 1er février 1900 à Saint-Julien-du-Sault : médecin, maire de Saint-Julien, puis sénateur[77].
- Charles Victor Frébault : général de division, gouverneur de la Guadeloupe, sénateur, il est inhumé au cimetière de Saint-Julien-du-Sault.
- Rose-Marie Pinon : née à Saint-Julien-de-Sault le 29 septembre 1794, première femme française à avoir fait le tour du monde. Épouse de Louis de Freycinet, géographe et explorateur.
- Gérard Gasiorowski : 1930 - 1986, plasticien contemporain français, enterré à Saint-Julien-du-Sault.
- Jean-Marie Legrand dit Jean Nohain (ou « Jaboune ») a effectué en juin 1918 son service militaire au groupe d'instruction de campagne de l'artillerie à Saint-Julien. C'est pendant son instruction qu'un caporal-chef interrogea le peloton : « combien de temps met le fût du canon pour refroidir ? » et la réponse « un certain temps » fut reprise par Fernand Raynaud pour devenir un sketch célèbre[78].
- Robert Lesbounit (1904-1989) : dessinateur, peintre et sculpteur qui s'est consacré à l'art monumental, notamment par la réalisation de fresques qui évoquent les artistes anonymes du Moyen Âge et les maîtres de la Renaissance[79]. Il avait son atelier à Saint-Julien-du-Sault.
- Jean Ringard : chanoine en 1766 à la collégiale Saint-Pierre de Saint-Julien-du-Sault
- Michel de Saint Pierre : Il dénonce en 1974 dans son livre Églises en ruine, églises en péril la situation de "monument en péril" et particulièrement de la maladrerie.

### Héraldique
| Blason de Saint-Julien-du-Sault | Blason  | D'azur à la chapelle du lieu avec son enceinte, le tout d'or, ouvert et ajouré du champ, accompagnées en chef de deux fleurs de lys d'or et en pointe de deux clés d'argent passées en sautoir. |

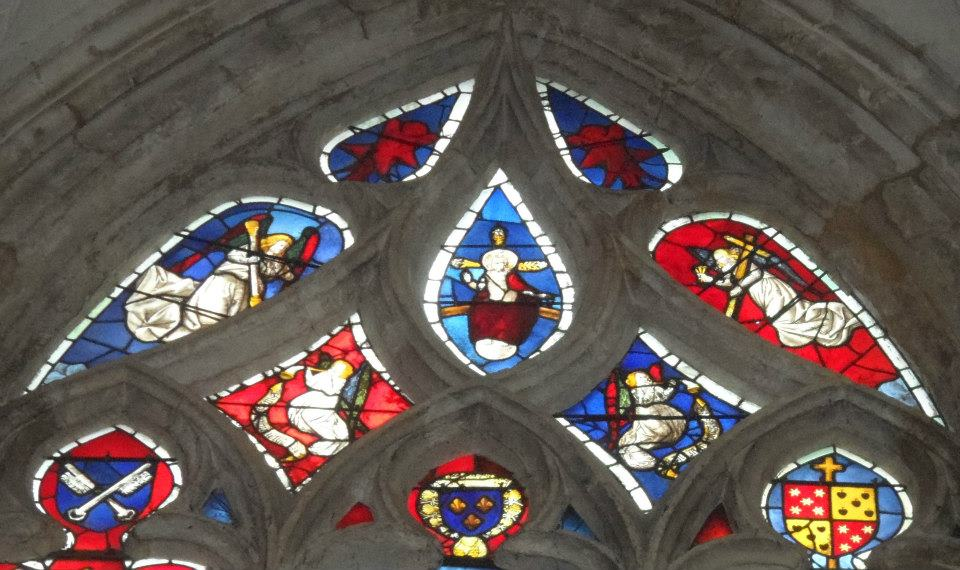
En bas les blasons du chapitre de chanoines, du royaume de France et de Tristan de Salazar

| Blason de Saint-Julien-du-Sault | Détails | Le statut officiel du blason reste à déterminer. |